# Giardino d'Europa De Gasperi
Il giardino d'Europa De Gasperi è situato nel piccolo borgo di Pieve Tesino, paese natale di Alcide De Gasperi. Il giardino è simbolo dell'Unione europea ed è uno dei quattro giardini realizzati in omaggio agli statisti fondatori.  Esso costituisce un completamento del Museo-casa De Gasperi, il quale fa parte della rete delle case museo dei "costruttori d'Europa" ed è stato insignito nel 2015 del Marchio del patrimonio europeo.

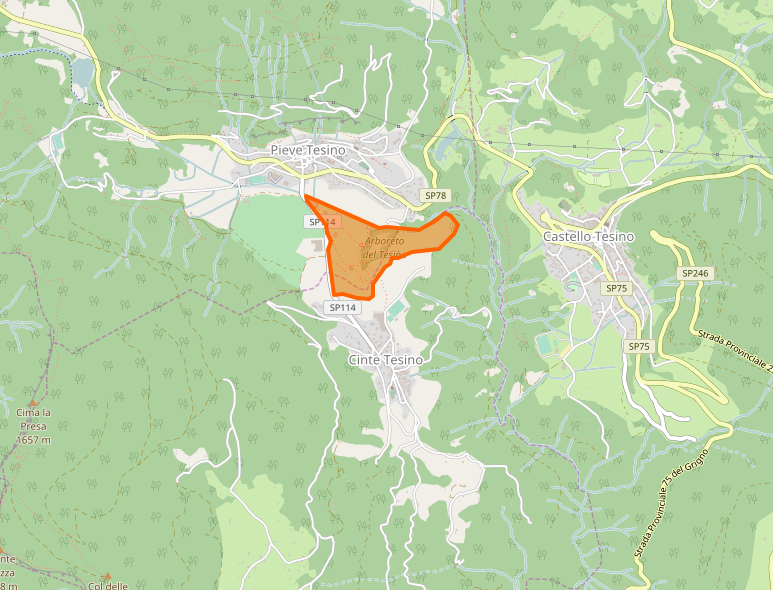
Carta rappresentante l'arboreto di Pieve Tesino.

## Storia
Nasce nel 2011 per iniziativa del presidente della Fondazione Trentina Alcide De Gasperi, Giuseppe Tognon. 
Realizzato dal Servizio conservazione della natura e valorizzazione ambientale della Provincia autonoma di Trento, è stato progettato dal Centro dell’Orto Botanico dell’Università degli Studi della Tuscia rappresentata dall'architetto paesaggista e componente del gruppo di lavoro autore del progetto architettonico del giardino, Sofia Varoli Piazza.
Il giardino d’Europa è dedicato ad Alcide De Gasperi ed è l'ultimo dei giardini realizzati allo scopo di ricordare uno dei Padri fondatori dell'Unione europea, insieme con la Adenauer-Haus in memoria di Konrad Adenauer e alle case-giardino francesi di Maison Monnet e Maison Schuman. È l’unico giardino alpino, trovandosi ad un’altitudine di 850 m s.l.m.
La sua struttura intende richiamare i valori simbolici che furono alla base dell'azione dei padri fondatori dell'Europa: progettualità e collaborazione, capacità di integrare e unire le diversità, efficacia della consociazione/cooperazione così tra le specie vegetali come tra gli uomini. Infatti, poiché "I siti naturali, per quanto belli e suggestivi, non sono ancora giardini; lo diventano solo quando sono modellati dalle nostre azioni e intessuti con i nostri sogni", il giardino d'Europa organizza ogni anno attività educative e iniziative di promozione dell'idea di Europa unita destinate a scuole e giovani.

## Struttura
La forma del giardino richiama la struttura del teatro classico, luogo legai alla cultura, all'educazione e alla politica. Ciò ha un valore simbolico che richiama il passato, il presente e il futuro, dando importanza alla stretta relazione tra esseri umani e la natura che li circonda. Nell'antichità, infatti, in particolare nel mondo romano, era fondamentale mantenere un rapporto e dialogo positivo con il genius loci, vale a dire il "genio" o "spirito del posto", la cui fuga avrebbe comportato da parte del luogo la perdita dell'anima. Nella progettazione del giardino, questo concetto di origine pagana è stato salvaguardato alla luce delle riflessioni di Marc Augé sulla differenza tra "luogo" e "nonluogo".

L'ispirazione è nata soffermandosi su vari ambienti: alpini, dei borghi italiani e dei parchi aperti. Questa figura vuole rappresentare l'unione e il sostegno fra le diverse etnie delle nazioni vicine.
Il giardino è stato costituito nel corso di un lungo percorso che ne ha modificato i tratti per adattarsi allo specifico ambiente.
Il materiale utilizzato per la costruzione delle aiuole è l’acciaio Corten, autoossidante, che è esteticamente adatto al contesto nel quale è inserito, poiché col tempo assume un colore simile a quello della ruggine.
All'interno del giardino sono presenti ortaggi, piante officinali e fiori. Questa combinazione rappresenta gli antichi stili di vita popolari e l'origine della storia familiare di De Gasperi. Le piante interagiscono fra loro e con ciò che le circonda, senza interventi di potatura e evolvendosi in modo naturale anche con fenomeni di ibridazione grazie all'impollinazione da parte di api e altri insetti; l'intento è di formare un unisono che idealmente rappresenta le diverse nazioni europee.

### Settori

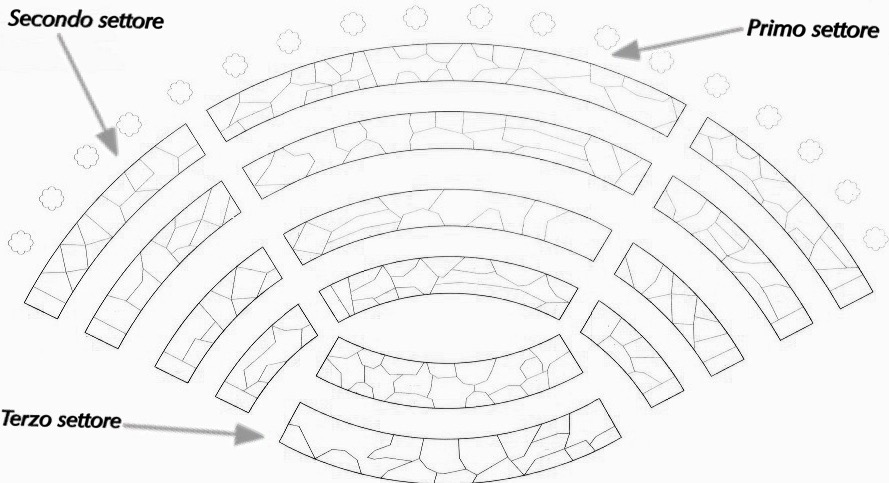
Il giardino è diviso in diversi settori

Il giardino è suddiviso in 3 settori:
1. Il primo settore è costituito da 4 aiuole centrali contenenti le principali piante rappresentative del giardino: le peonie (una arbustiva, originaria della Cina e l'altra erbacea). Queste ultime sono accompagnate da altre specie che fanno risaltare la loro particolare bellezza e semplicità.
2. Il secondo settore è costituito da 4 aiuole laterali poste a destra e sinistra del primo settore, al cui interno sono presenti piccoli arbusti e piante perenni. I colori maggiormente presenti sono rosa, lilla, bianco.
3. Il terzo settore comprende 2 aiuole opposte agli altri 2 settori e rappresenta il cuore dell’intera composizione con fiori dai colori prevalentemente gialli e blu (Ajuga reptans, Campanula latifolia, Trollius europaeus), raffiguranti la bandiera europea.

## Piante rappresentative

### Le peonie

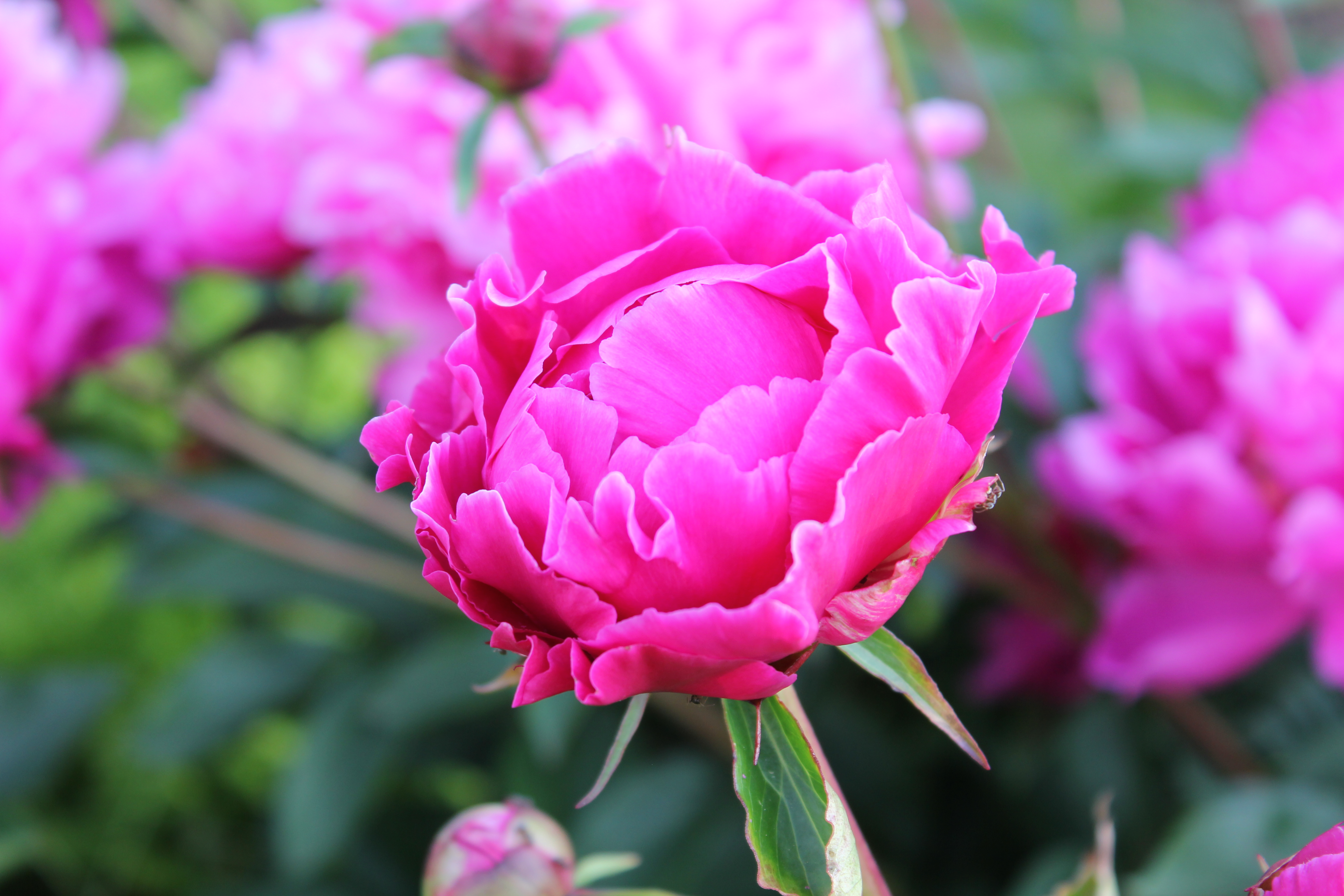
Fioritura di una peonia del giardino d'Europa

Fiori alloctoni originari dell'Indocina e della Birmania, le peonie arbustive ed erbacee occupano una posizione importante nel giardino, nella zona centrale dell'emiciclo.
La peonia è considerata una specie rappresentativa del Tesino, segnalata fin da tempi storici da Hausmann sulla base di campioni raccolti da Francesco Ambrosi e conservati nell'erbario di Firenze.
Inoltre il monte Lefre, vicino a Pieve Tesino, costituisce l'unico sito della Valsugana dove sono stati individuati esemplari di Peonia officinalis subsp. officinalis.
Inoltre, questa specie di pianta ornamentale fiorisce nel mese di maggio, mese nel quale si celebra la festa dell'Europa. Riguardo alle peonie arbustive, cominciando la visita dal basso verso l'alto, è possibile osservare la Peonia delavayi, proseguendo poi, a salire, si può trovare ai lati la Peonia suffruticosa, mentre verso il centro si trova inizialmente la Peonia ostii e successivamente la Peonia rockii. Per quanto riguarda le Peonie erbacee, rappresentate dalla Peonia lactiflora, esse hanno radici a forma di tubero, fioriscono verso giugno con colori rosei e disseccano completamente in autunno.

## Specie del giardino d'Europa

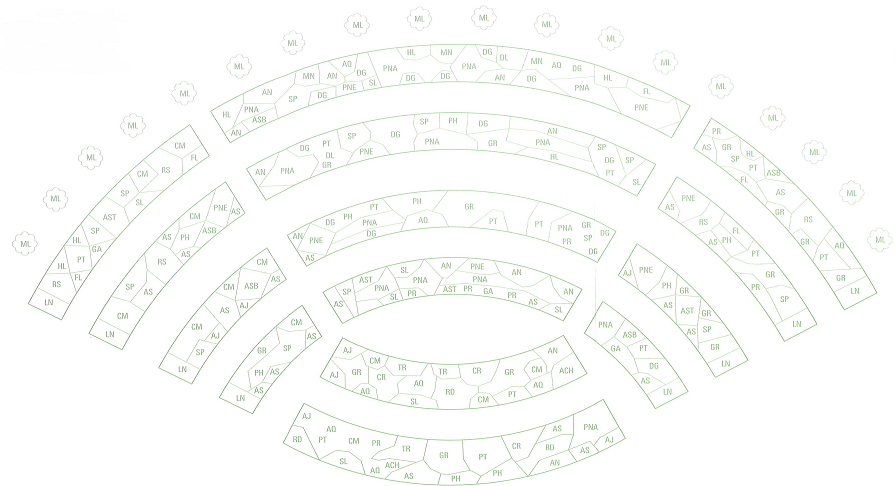

1. Aconitum napellus (AC)
2. Achillea clypeolata (ACH)
3. Ajuga reptans (AJ)
4. Anemone sylvestris (AN)
5. Anemone hybrida (AN)
6. Aquilegia alpina (AQ)
7. Aster frikartii (AS)
8. Aster snow flurry (AS)
9. Aster pyraenaeus (AS)
10. Aster dumosus (AS)
11. Astilbe arendsii (ASB)
12. Astrantia major (AST)
13. Campanula latifolia (CM)
14. Campanula persicifolia (CM)
15. Campanula sarastro (CM)
16. Coreopsis verticillata (CR)
17. Cosmos bipinnatus
18. Digitalis purpurea (DG)
19. Delphinium (DL)
20. Felce (FL)
21. Gaura lindheimeri (GA)
22. Geranium cantabringiende (GR)
23. Geranium Jhonson's Blue (GR)
24. Geranium sanguineum (GR)
25. Geranium rozanne (GR)
26. Geranium macrorrhizum (GR)
27. Helleborus orientalis (HL)
28. Lonicera pileata (LN)
29. Melo da fiore (ML)
30. Monarda hybrida (MN)
31. Phlox paniculata (PH)
32. Peonia arbustiva (PNA)
33. Peonia erbacea (PN)
34. Prunella grandiflora (PR)
35. Potentilla fruticosa (PT)
36. Rudbeckia fulgida (RD)
37. Rosa rugosa (RS)
38. Salvia nemorosa (SL)
39. Spiraea billardii (SP)
40. Spiraea bumalda (SP)
41. Spiraea vanhouttei (SP)
42. Spiraea thunbergii (SP)
43. Trollius europaeus (TR)

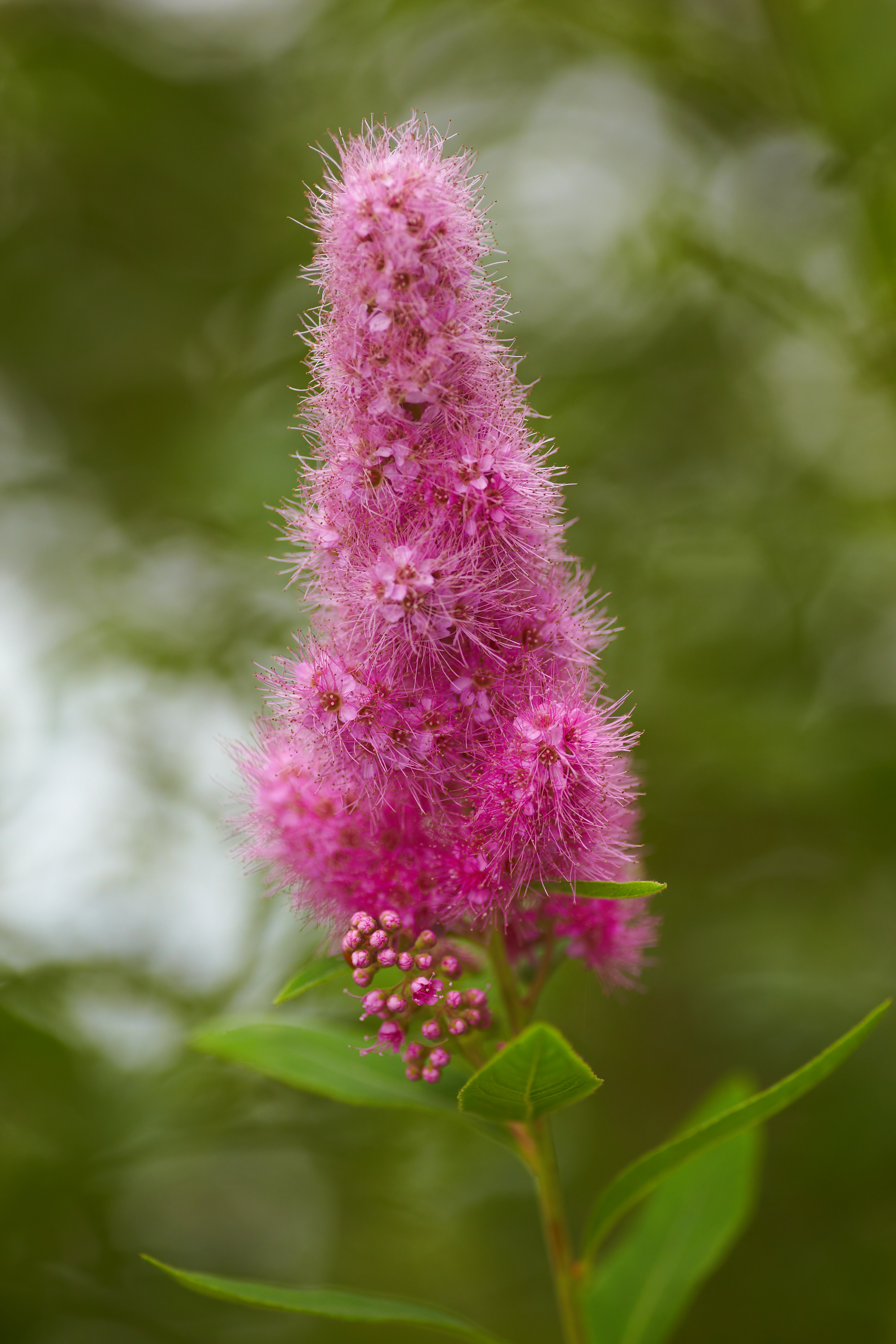
Spireae billardii
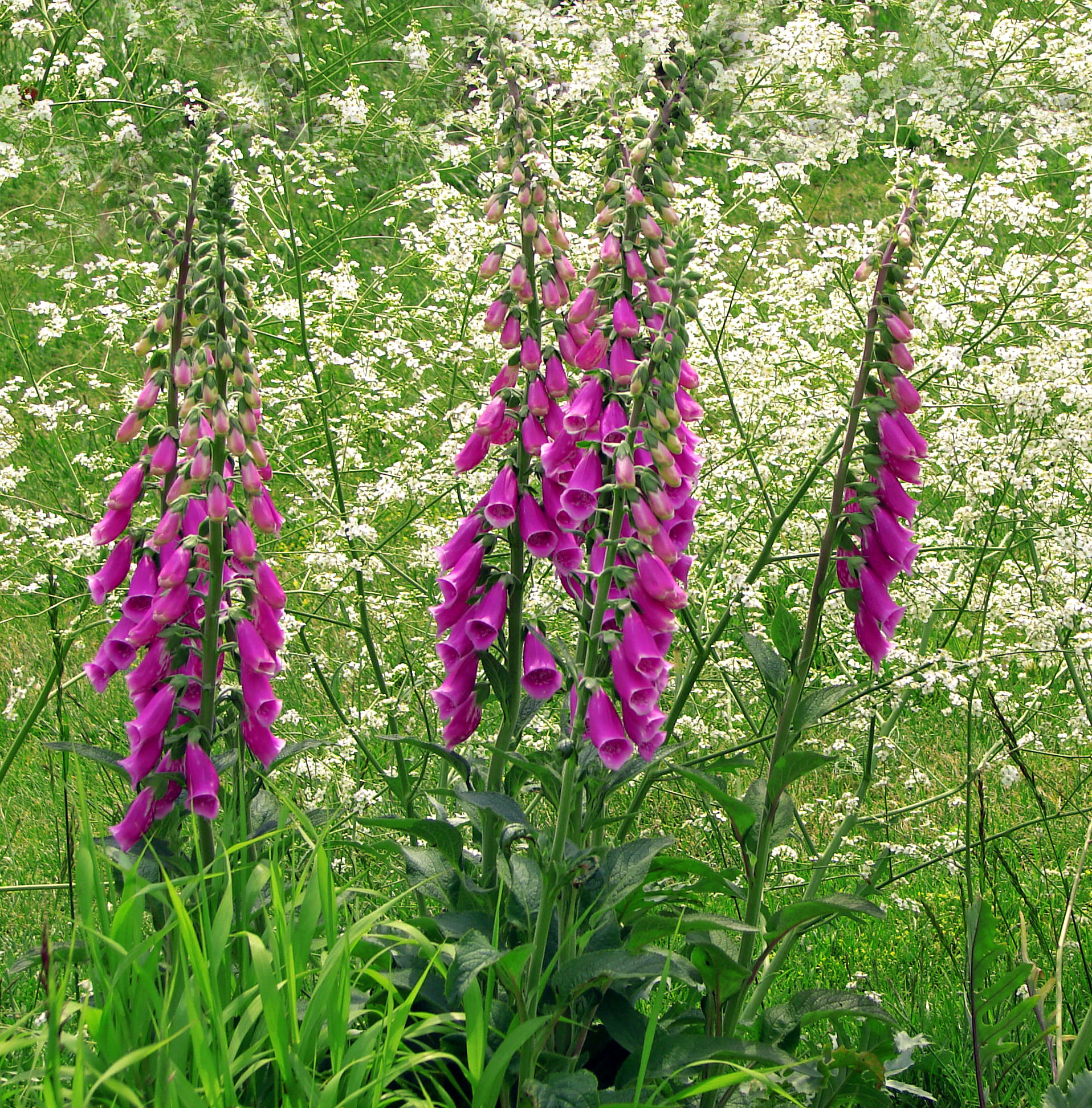
Digitalis purpurea
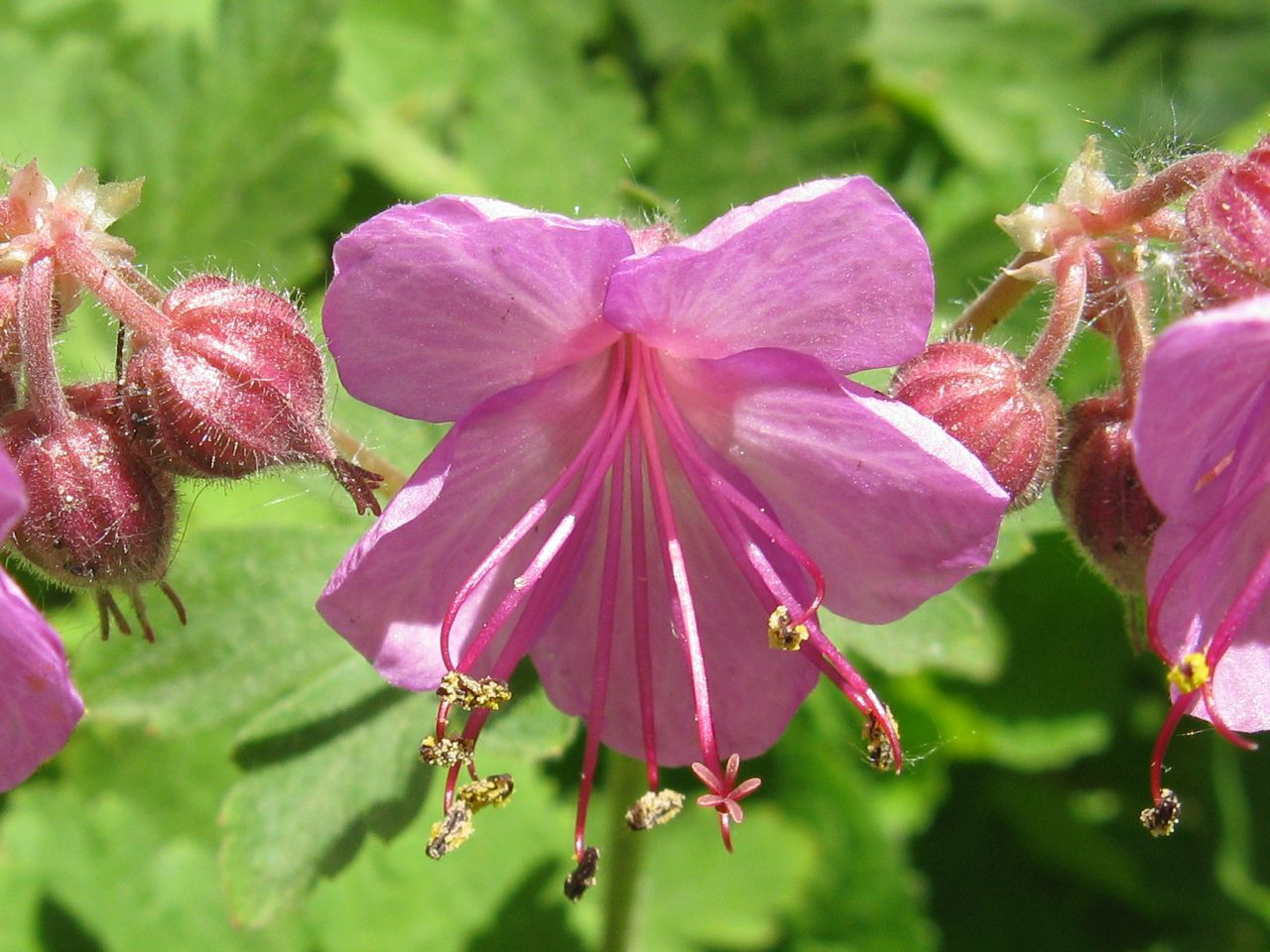
Geranium cantabrigiense
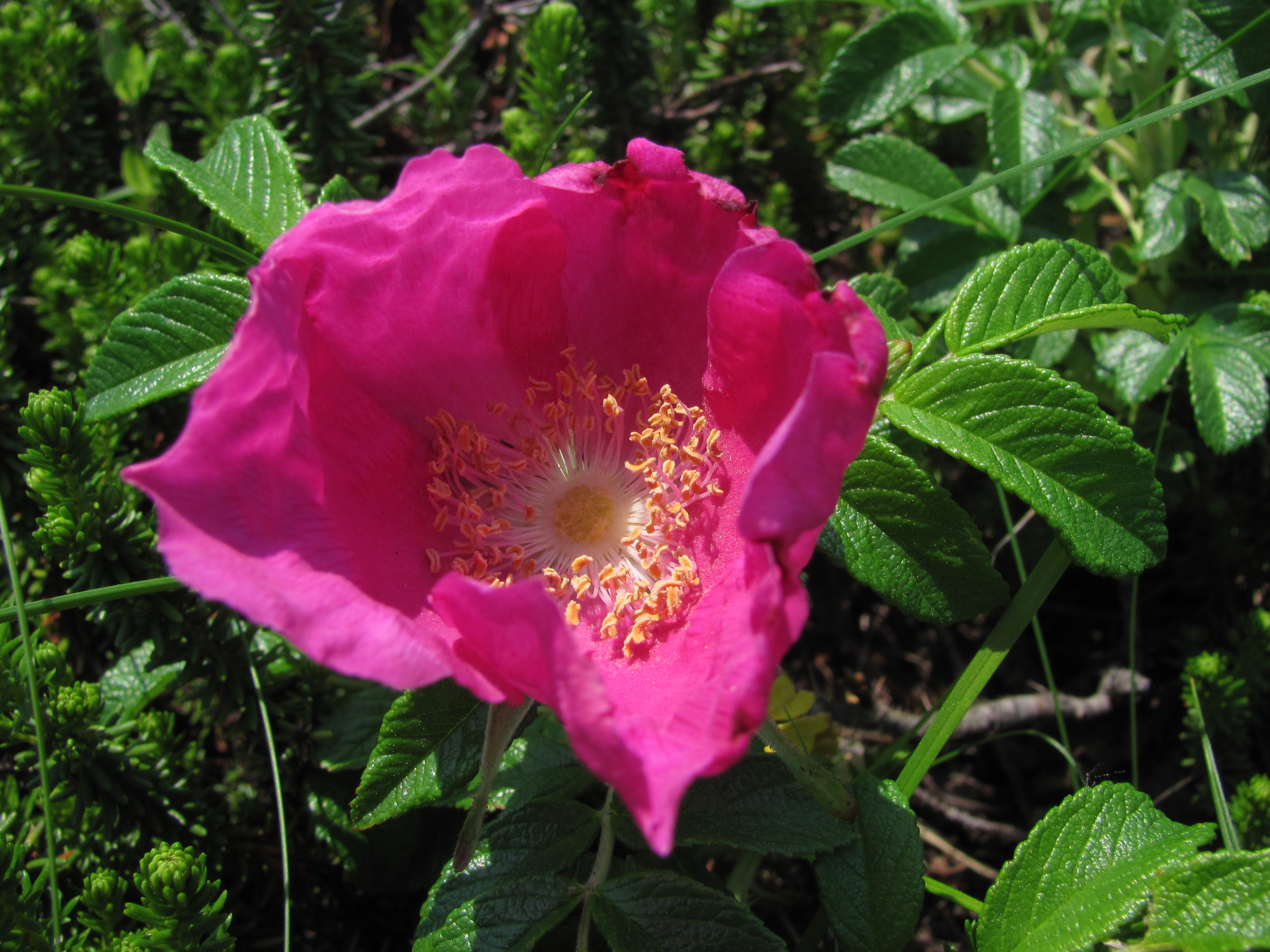
Rosa rugosa
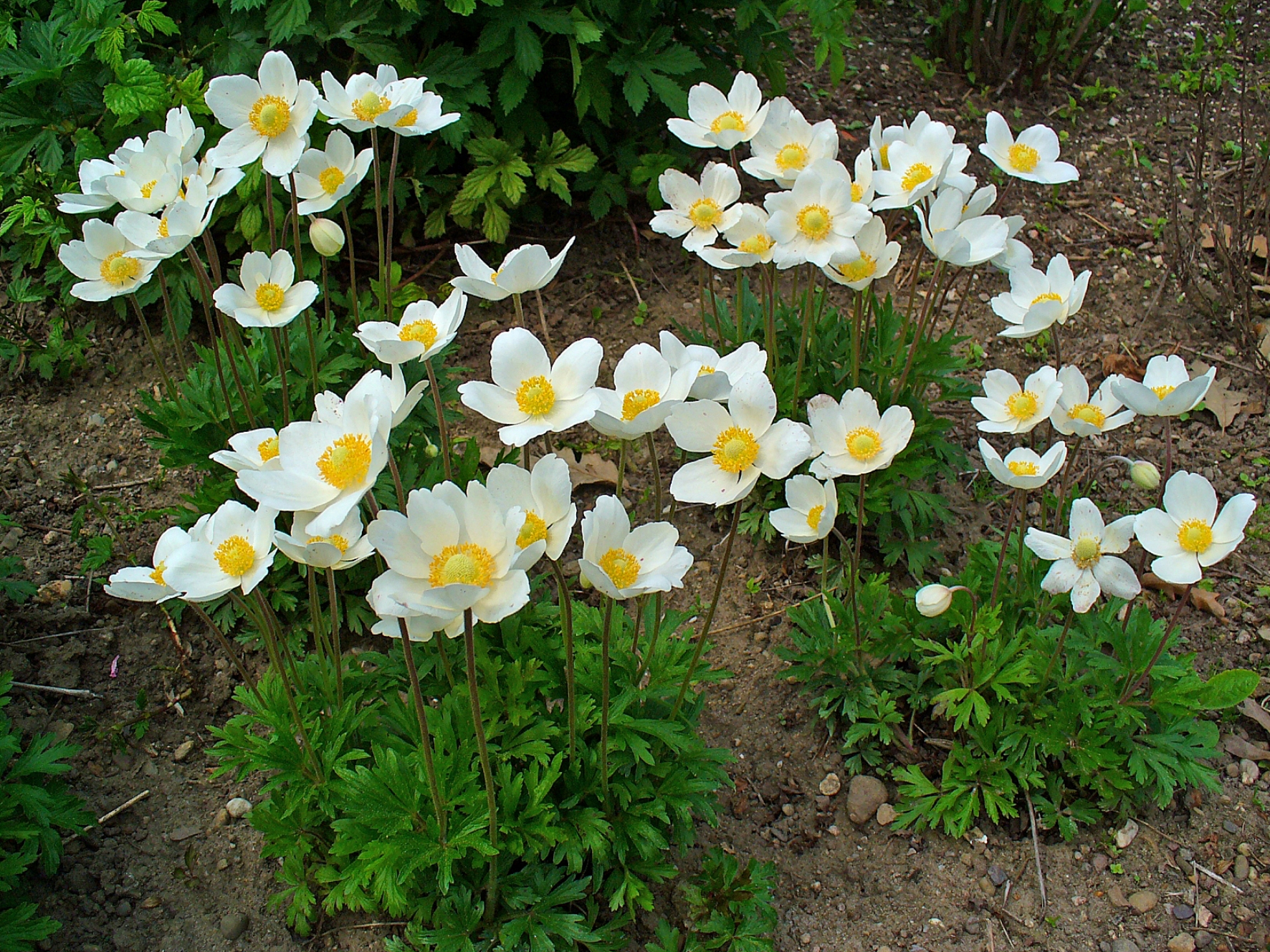
Anemone sylvestris
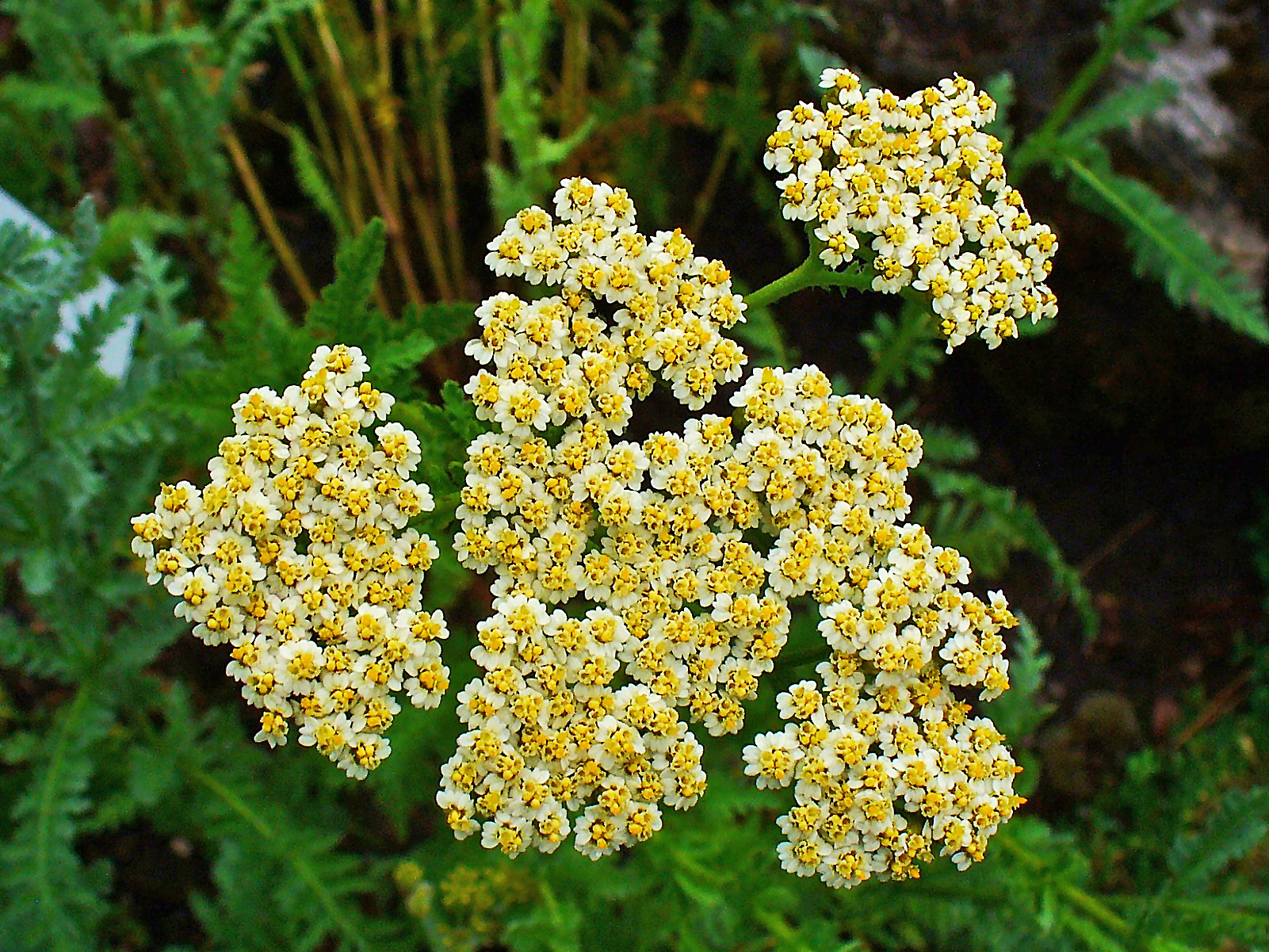
Achillea Clypeolata
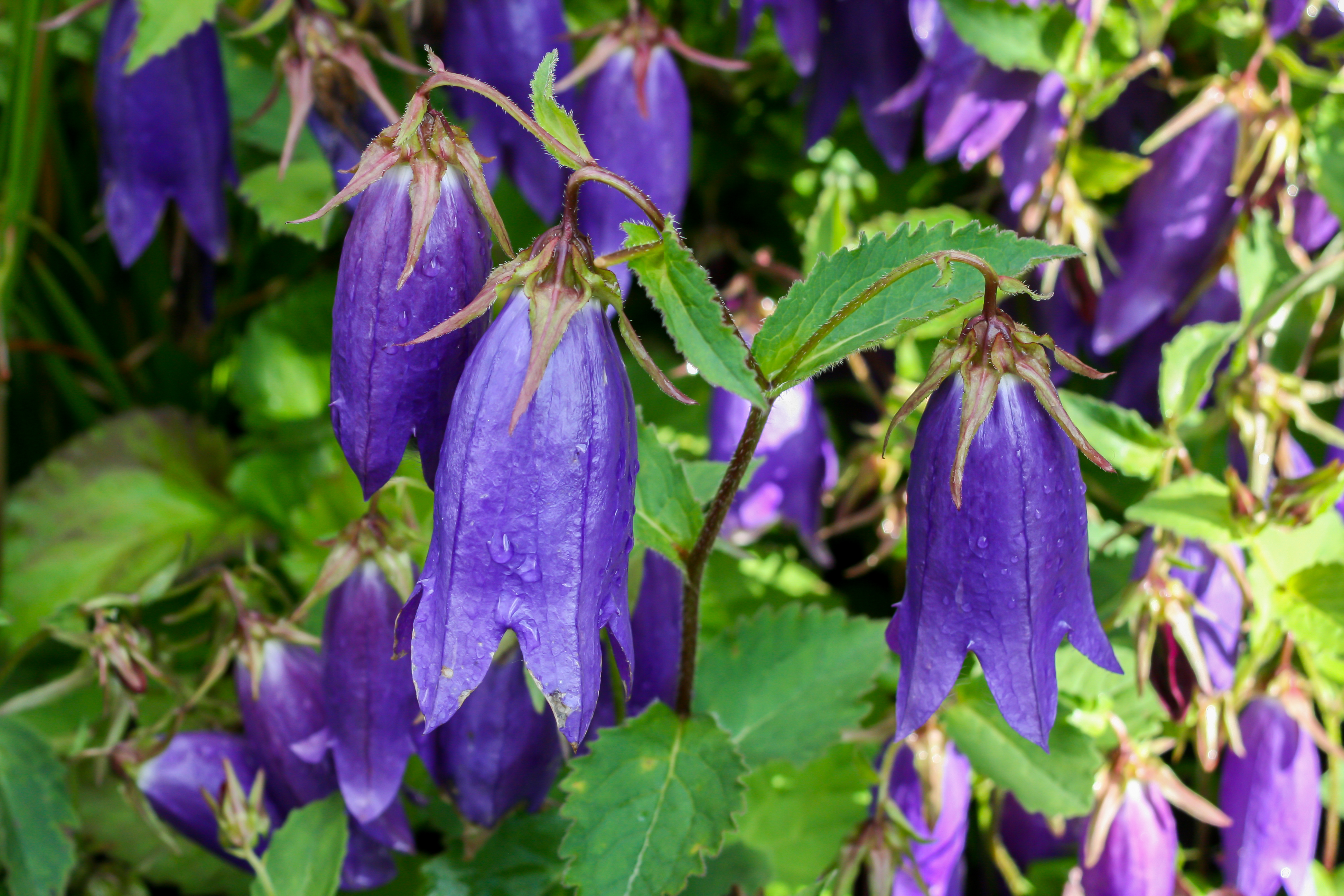
Campanula sarastro
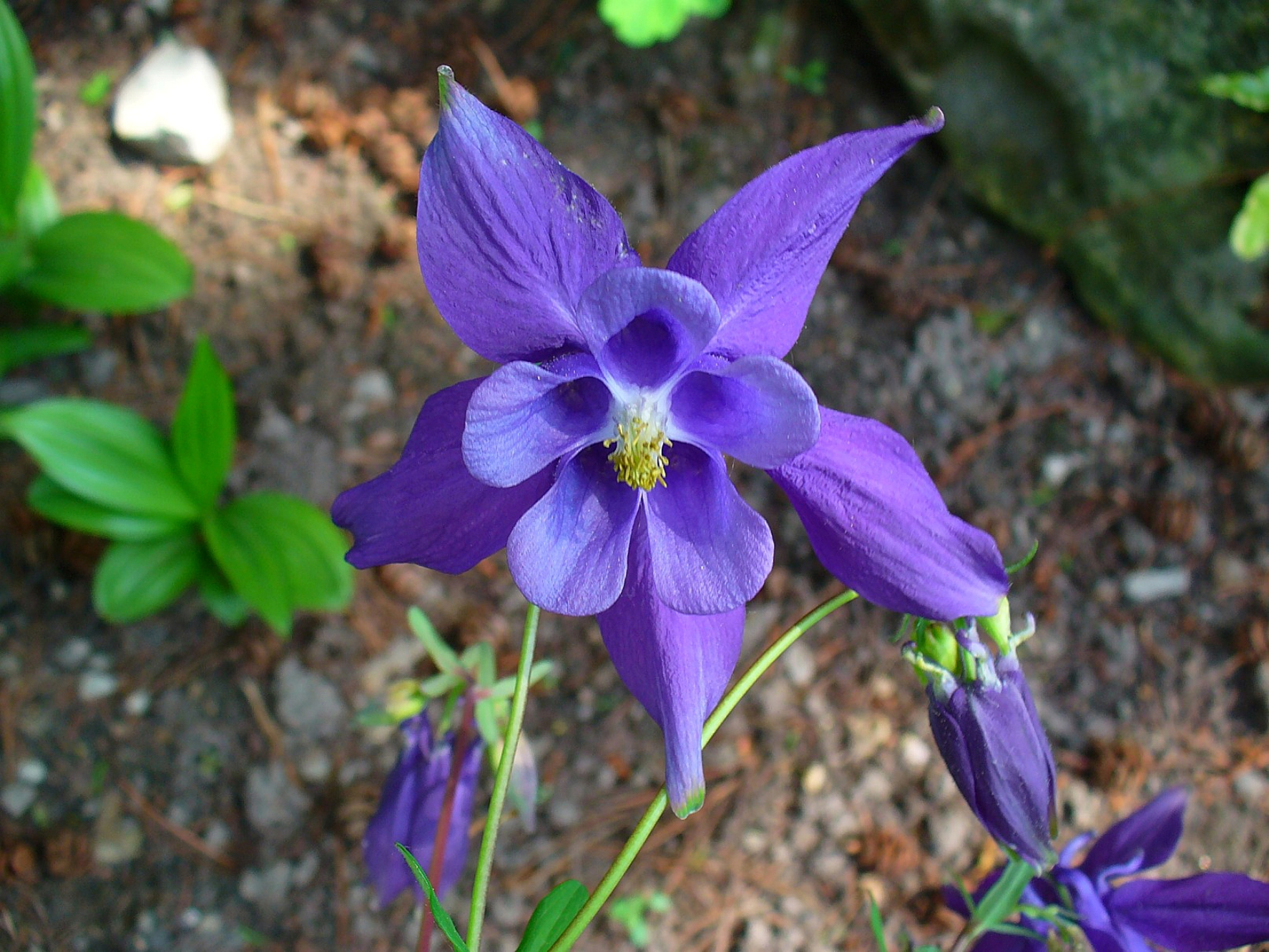
Aquilegia alpina
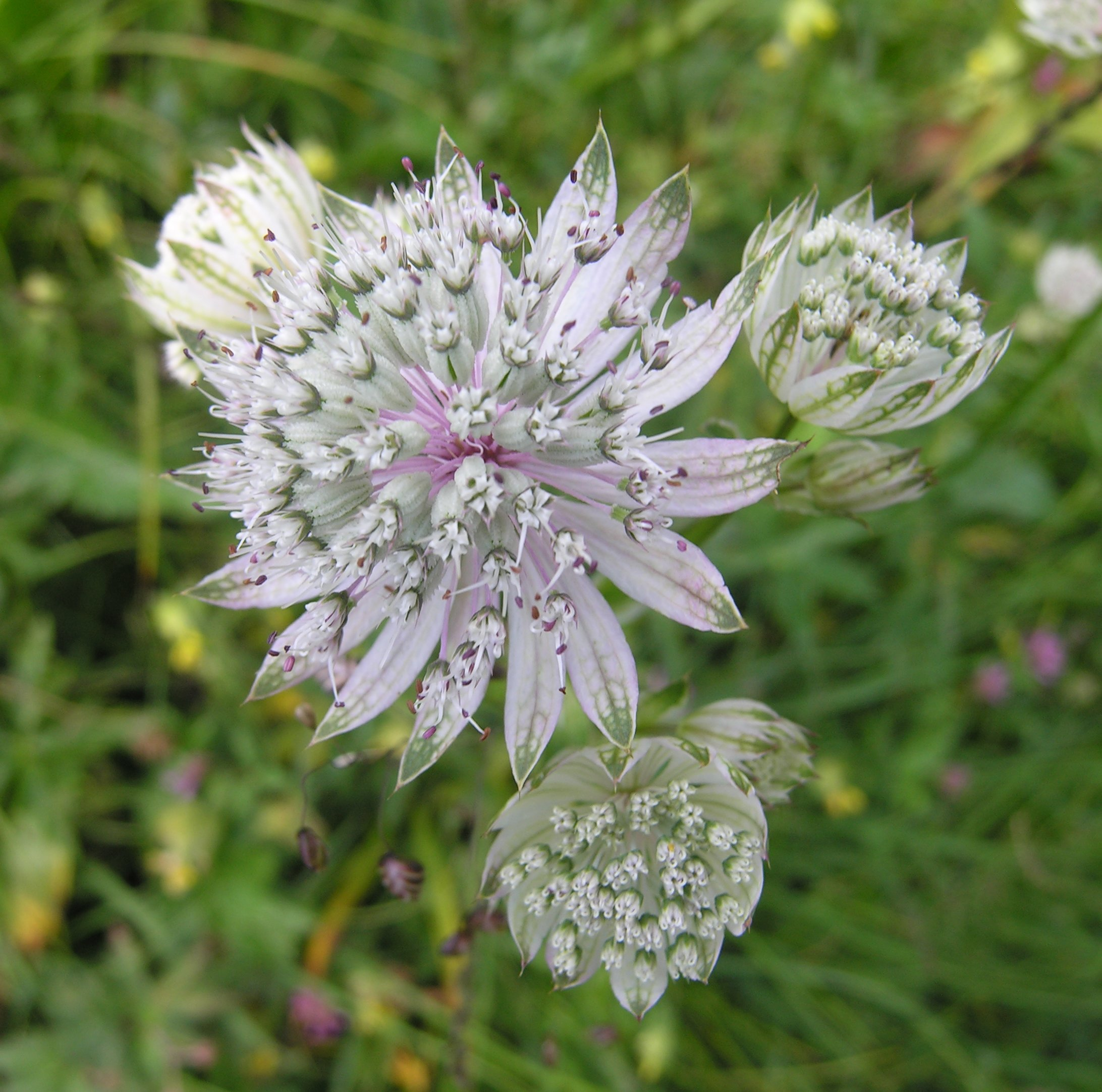
Astrantia mayor
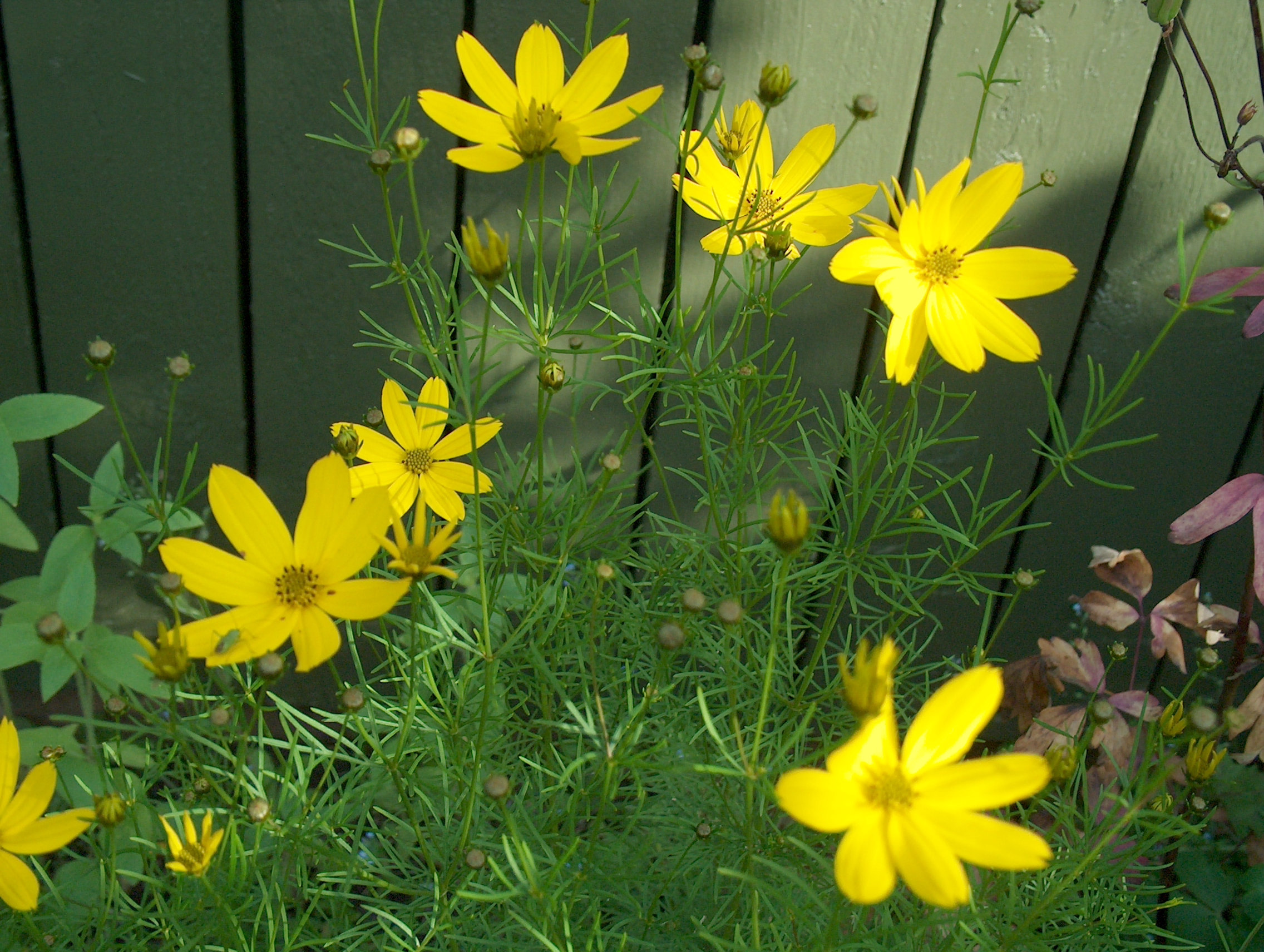
Coreopsis verticillata
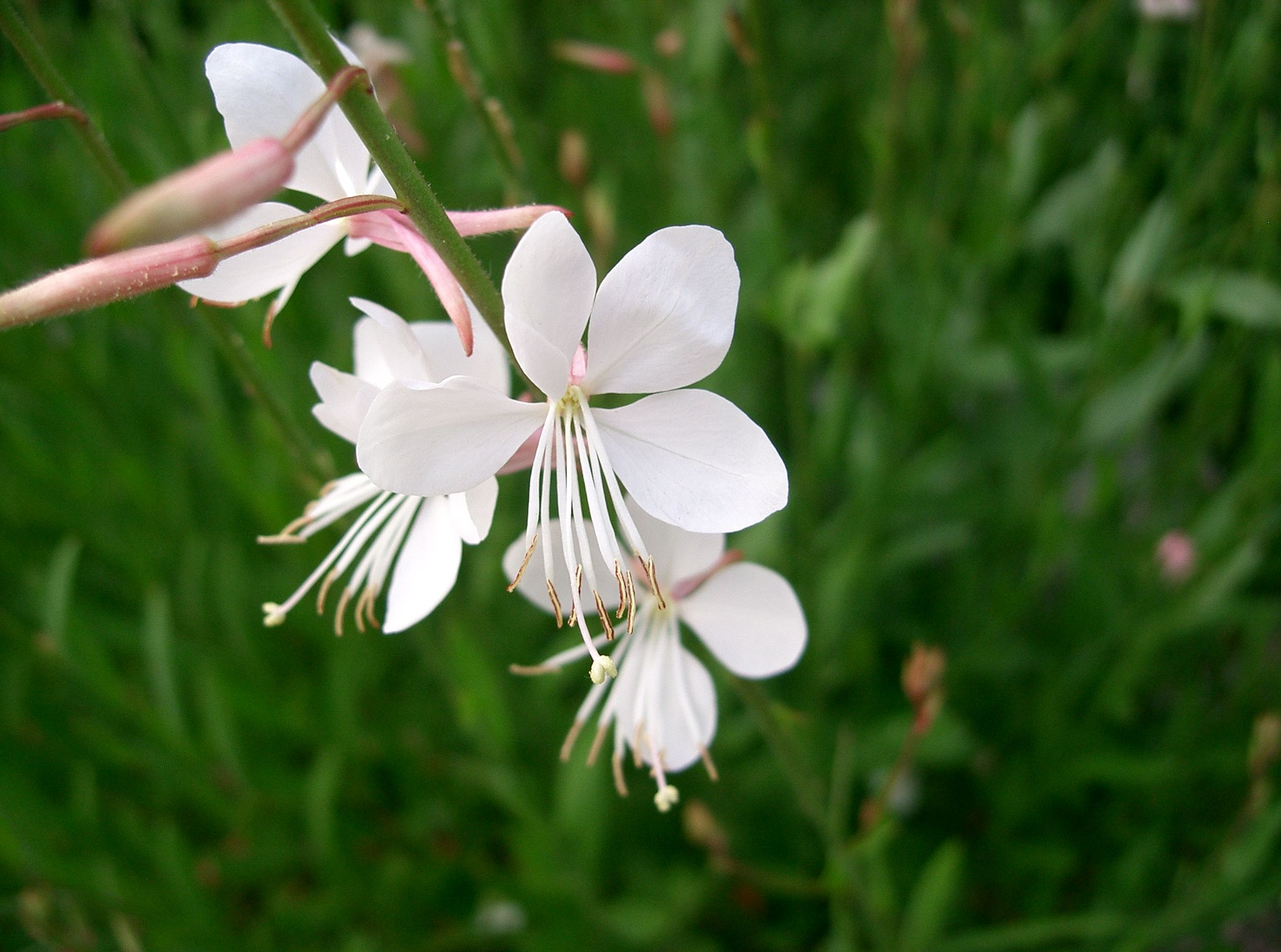
Gaura lidheimeri
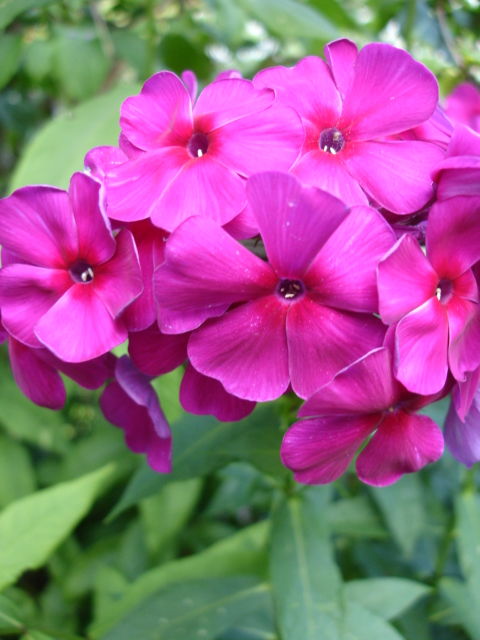
Pholox paniculata
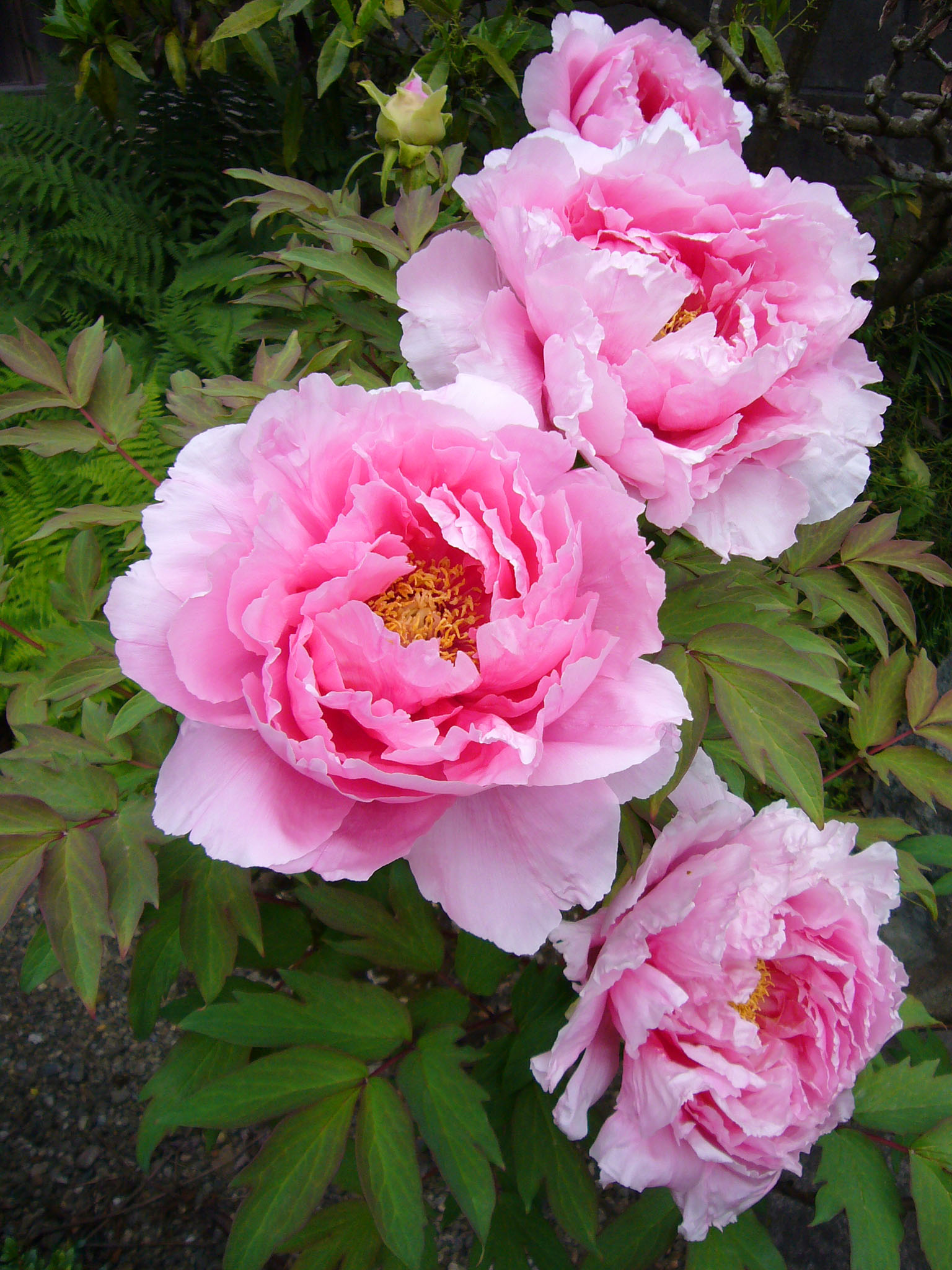
Peonia arbustiva
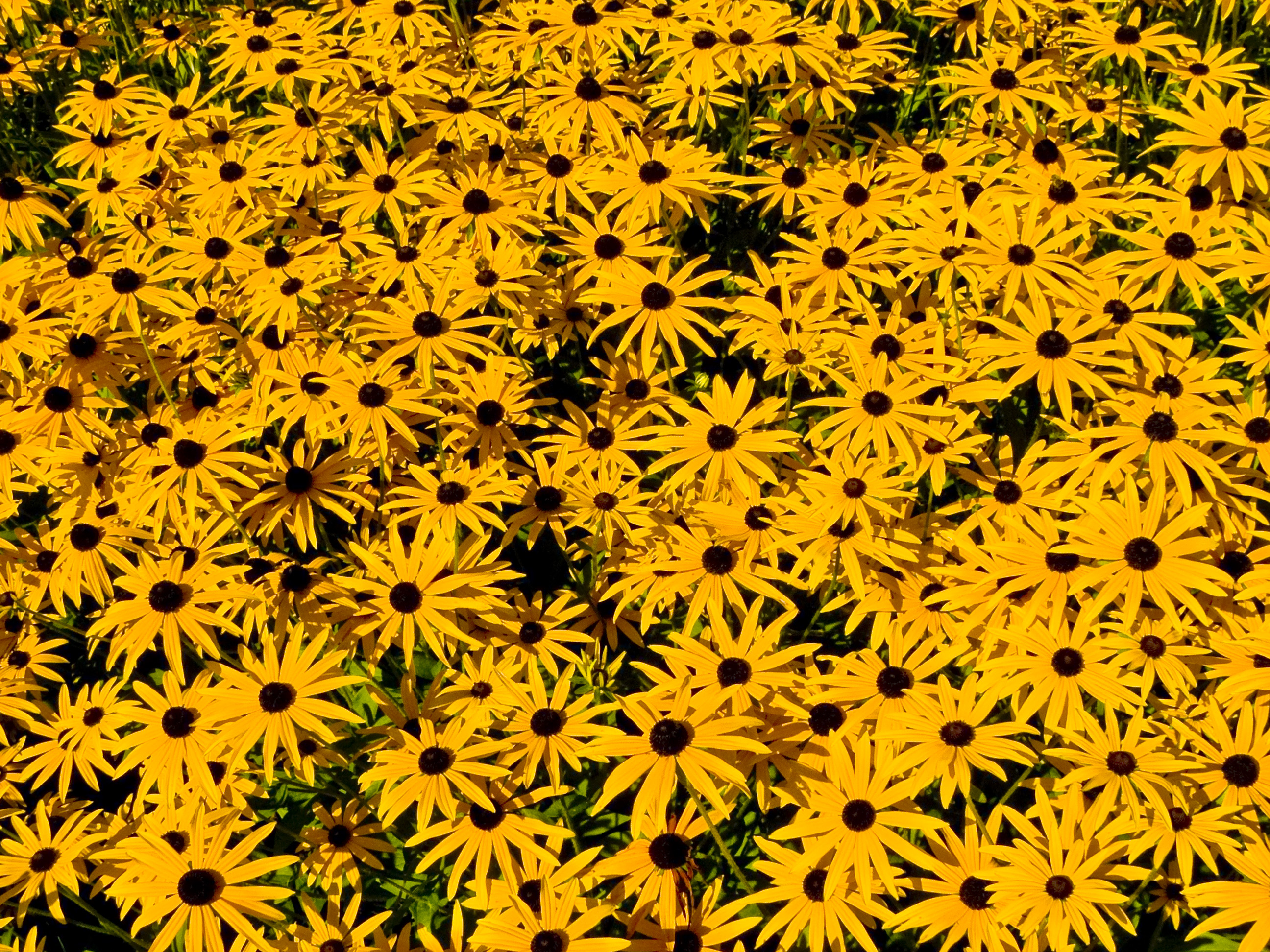
Rudbeckia fulgida
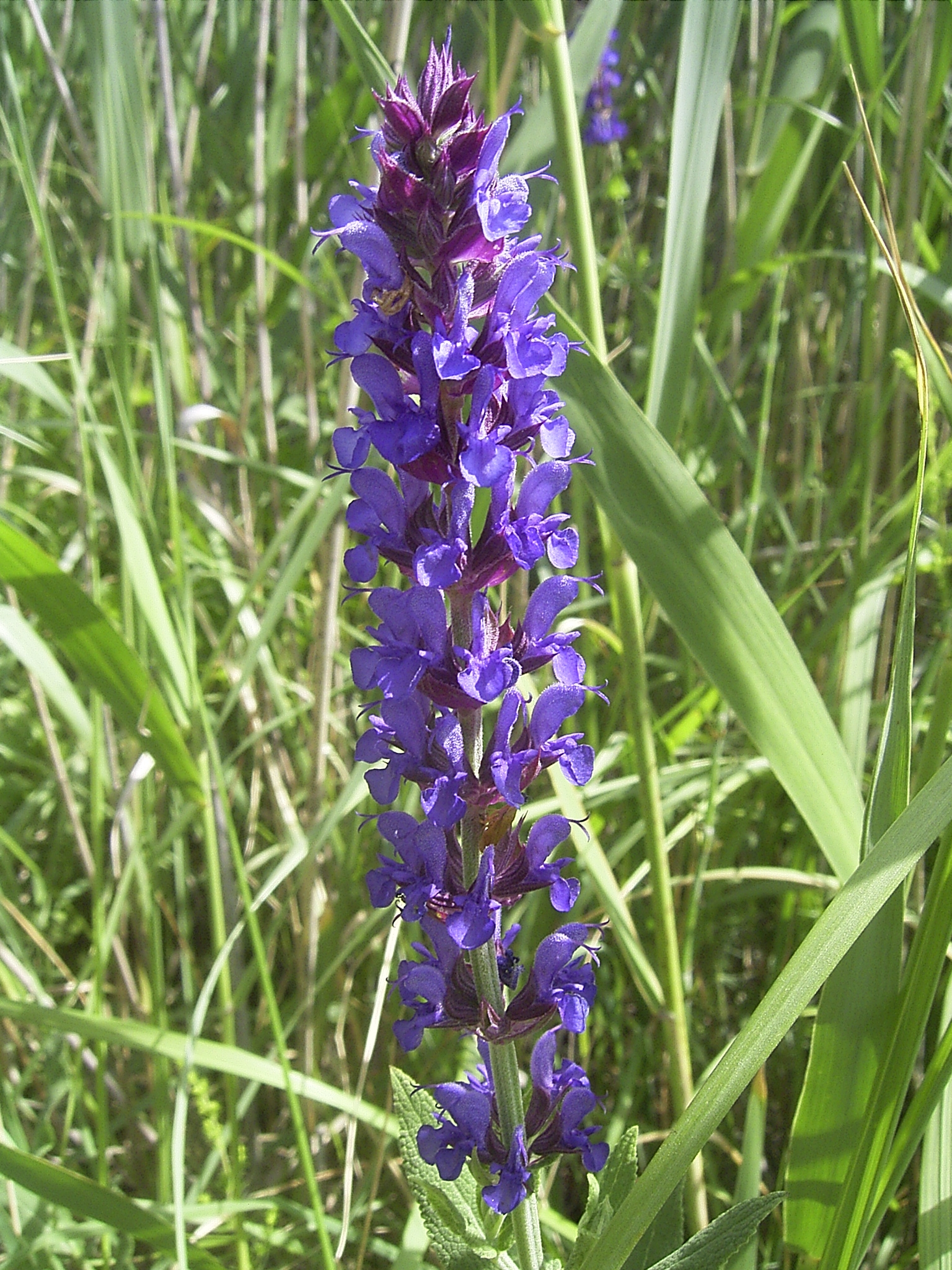
Salvia nemorosa
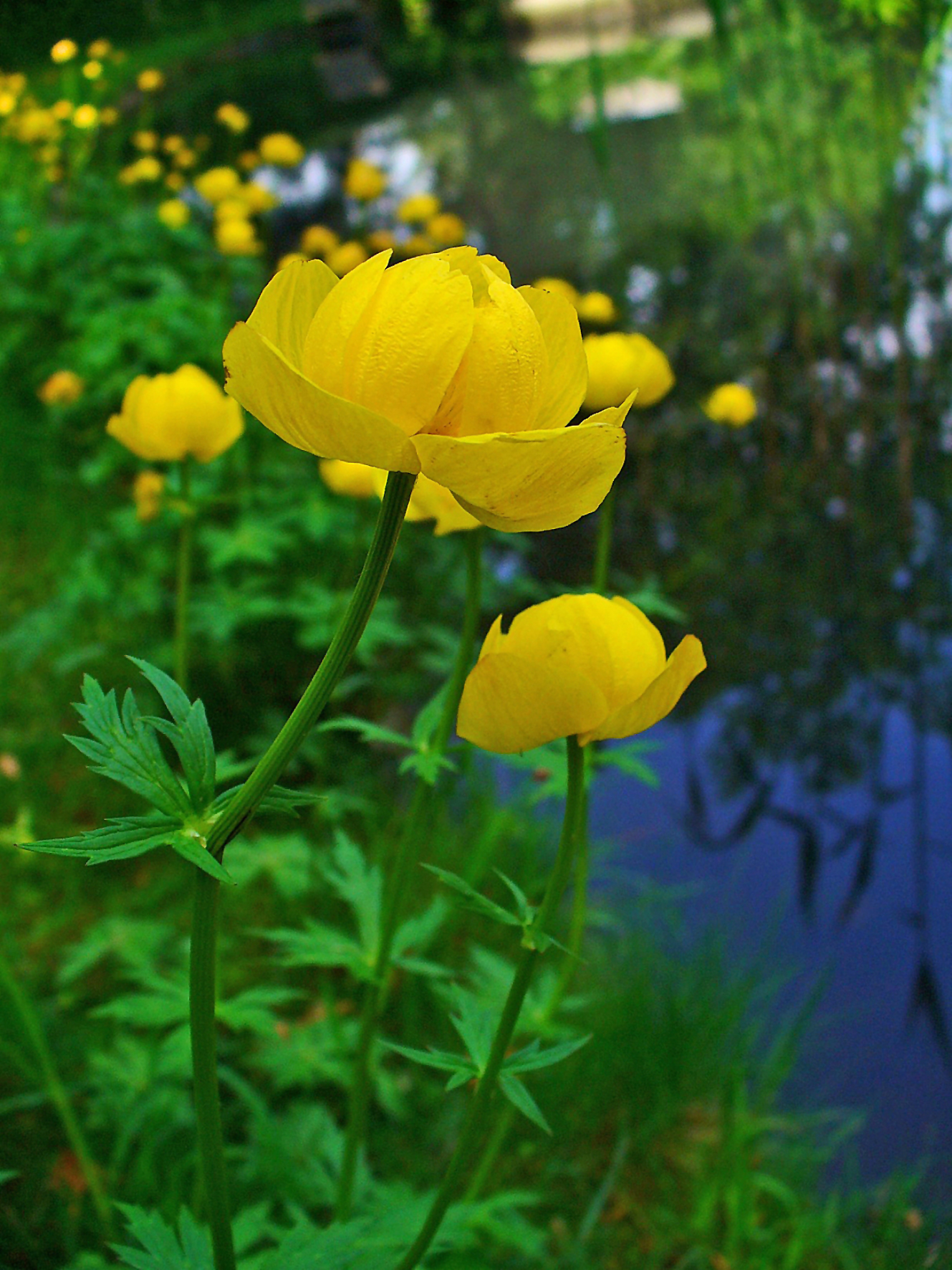
Trollius europea
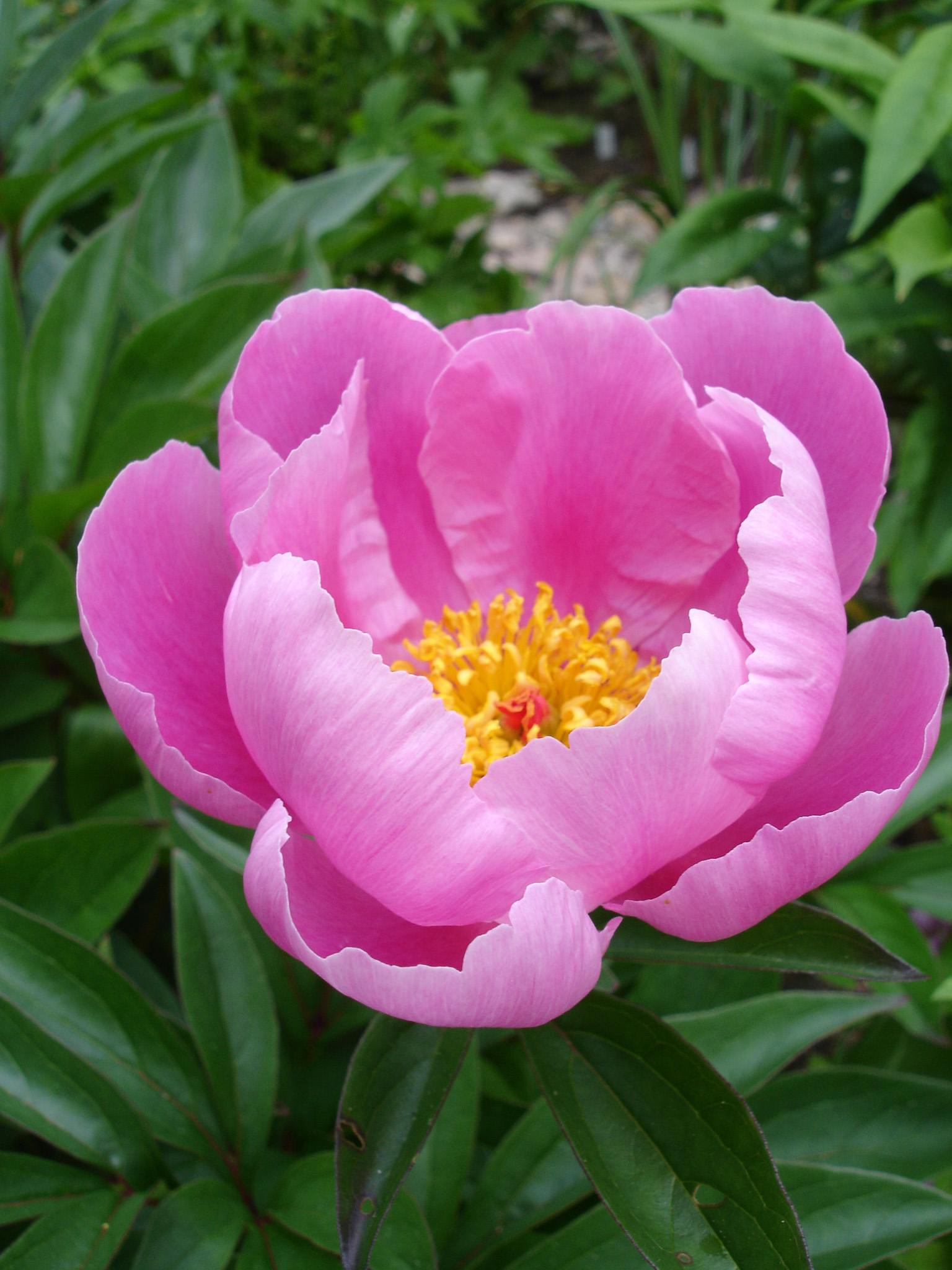
Peonia erbacea
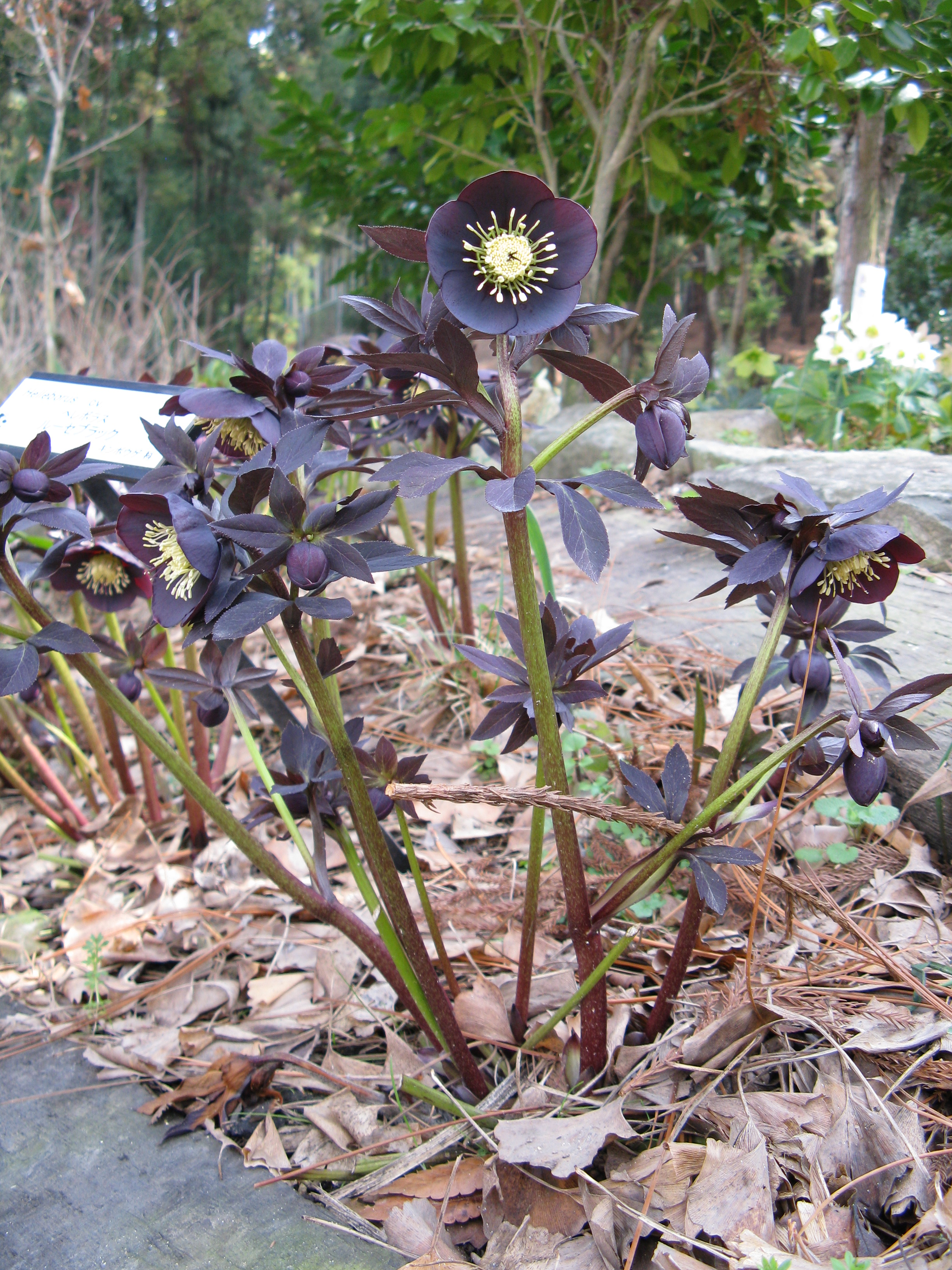
Helleborus orientalis
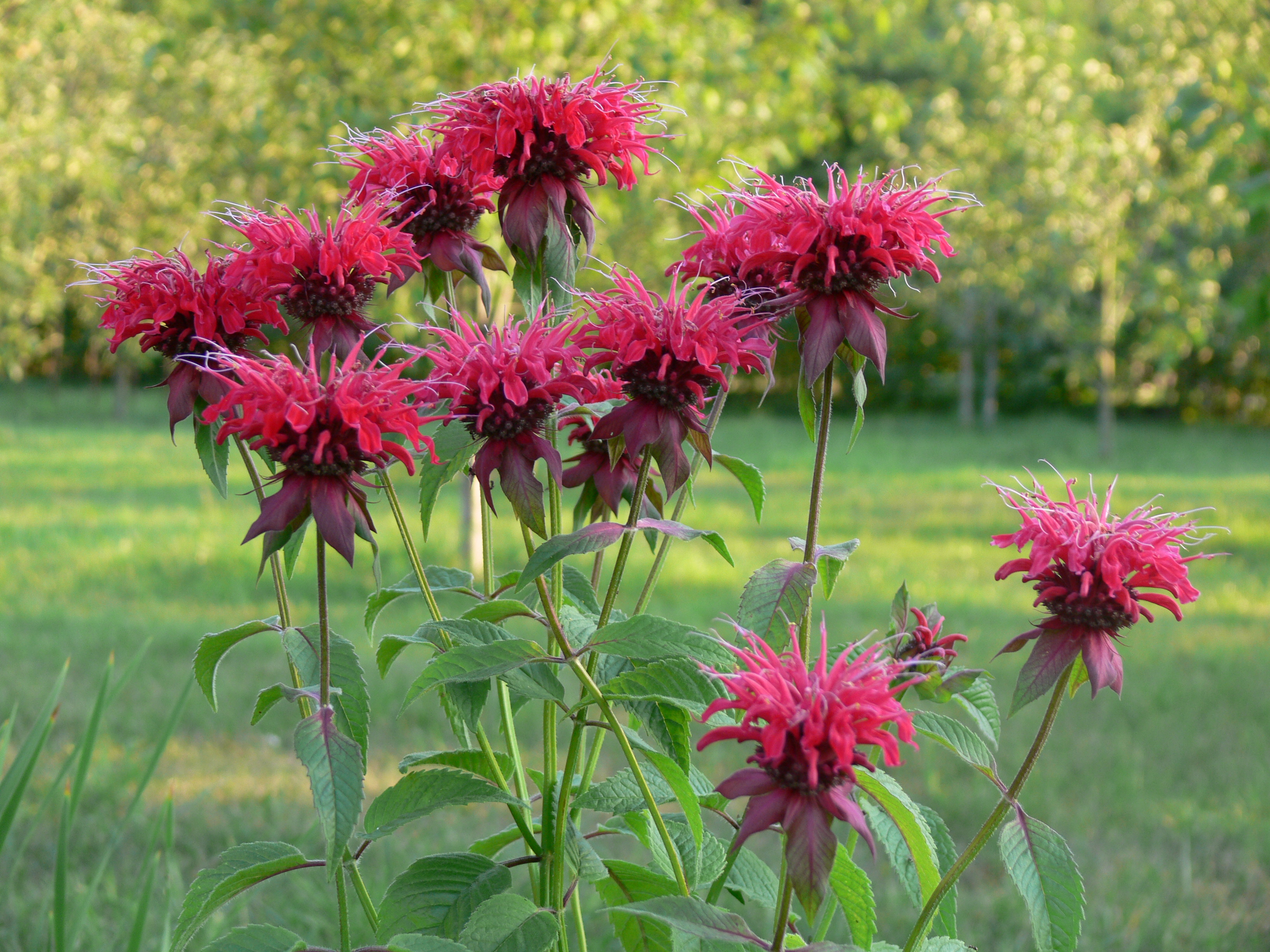
Monarda hybrida
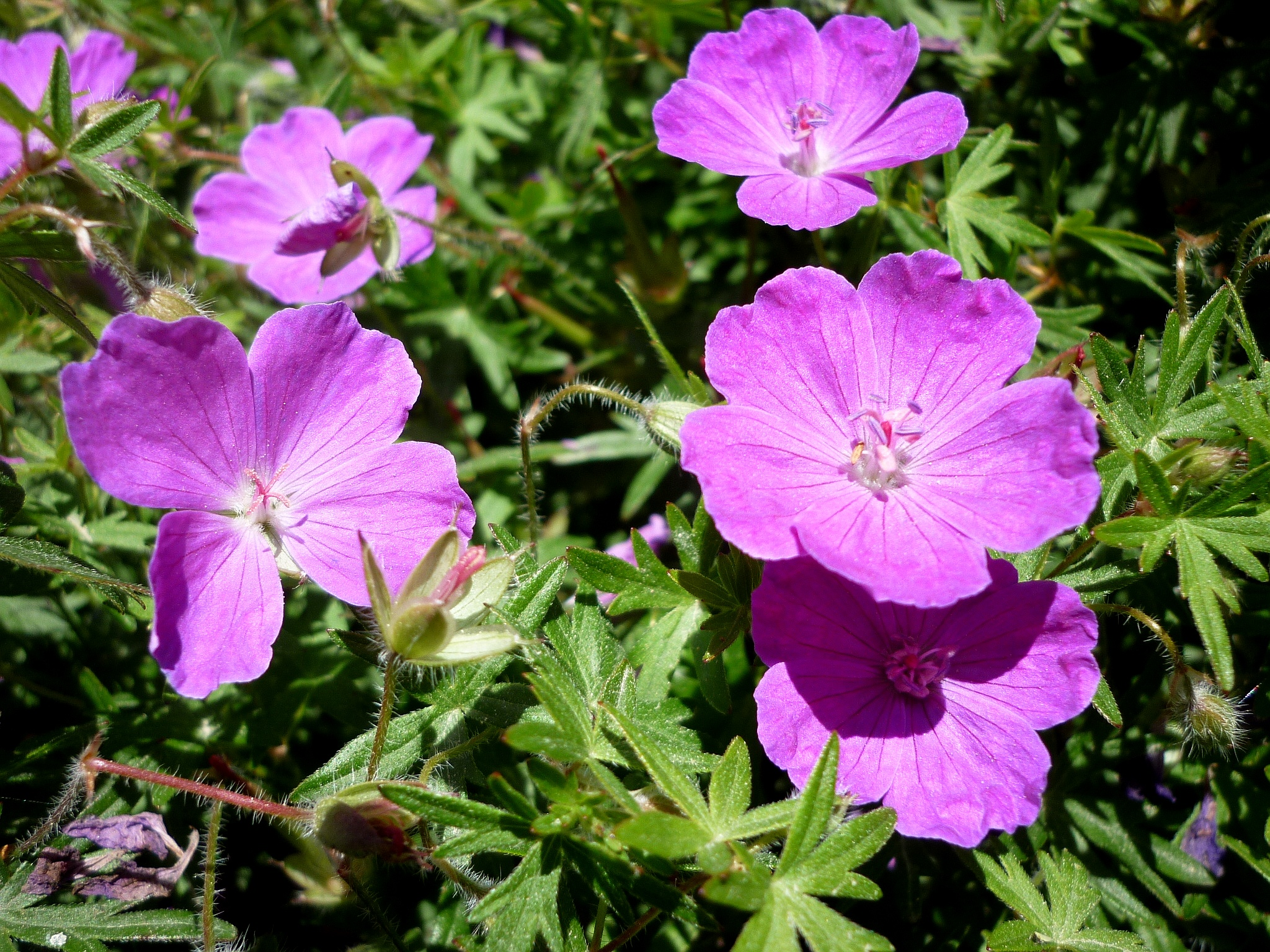
Geranium sanguineum
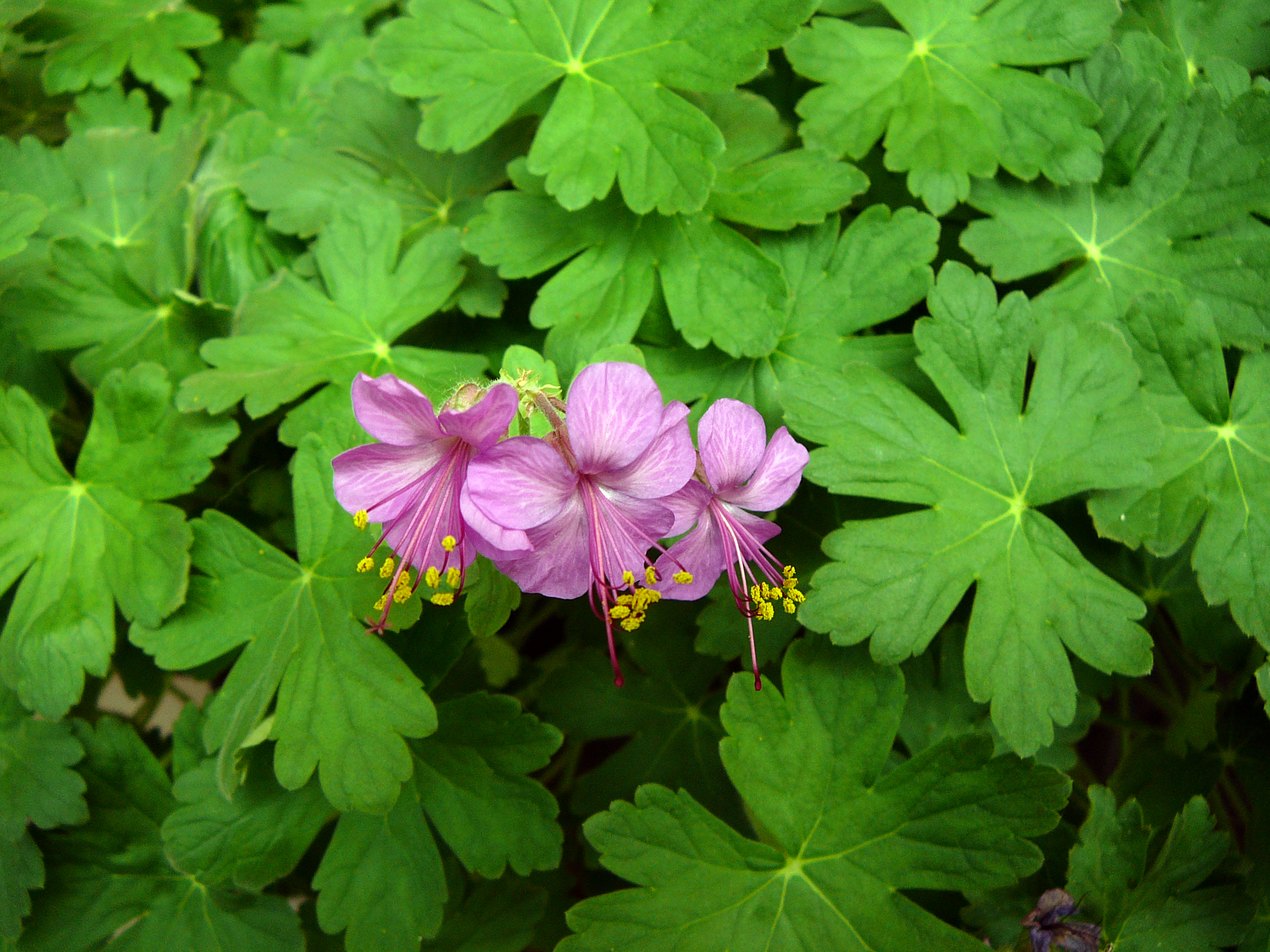
Geranium macrorrhizum
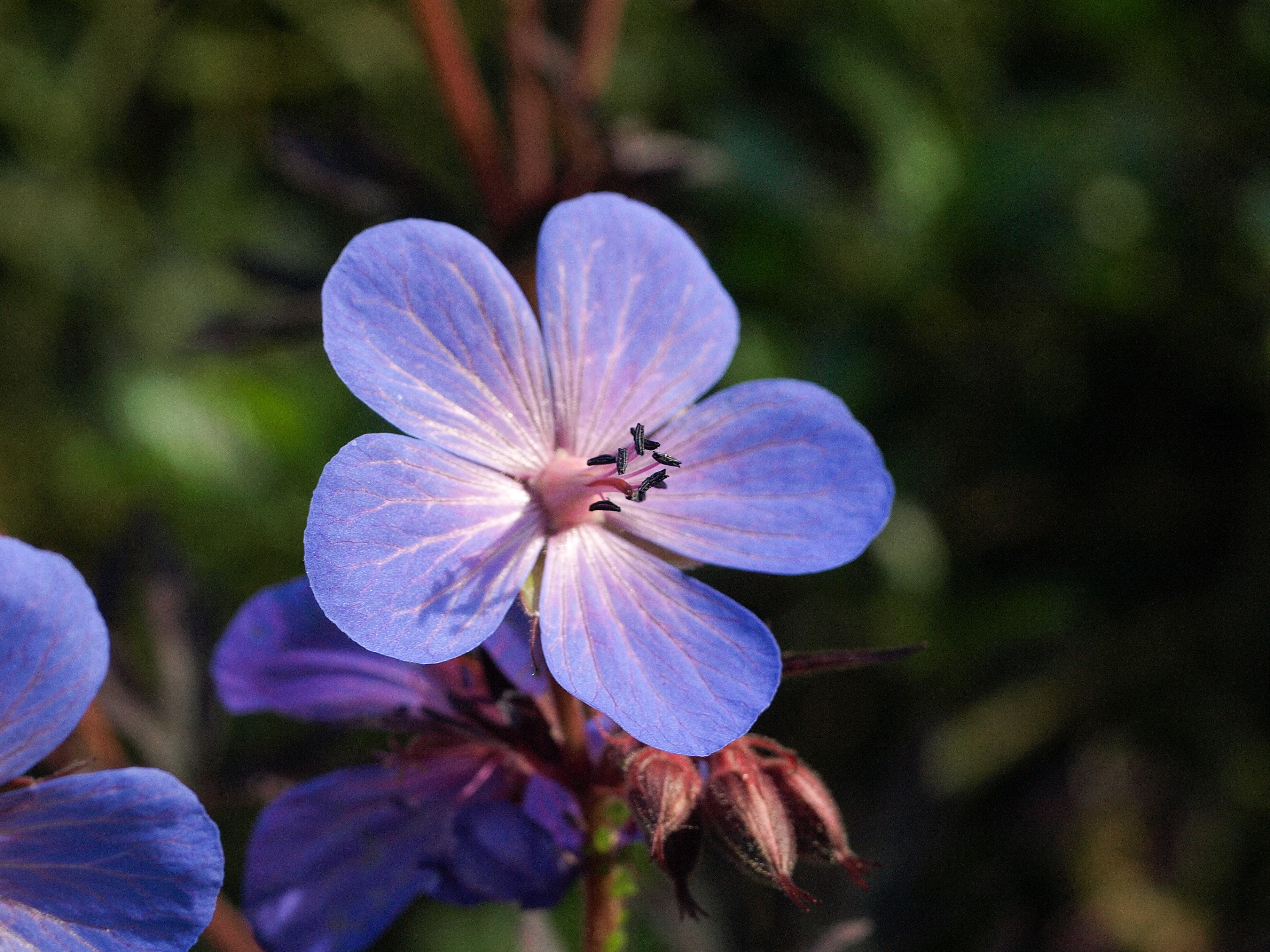
Geranium Jhonson's Blue
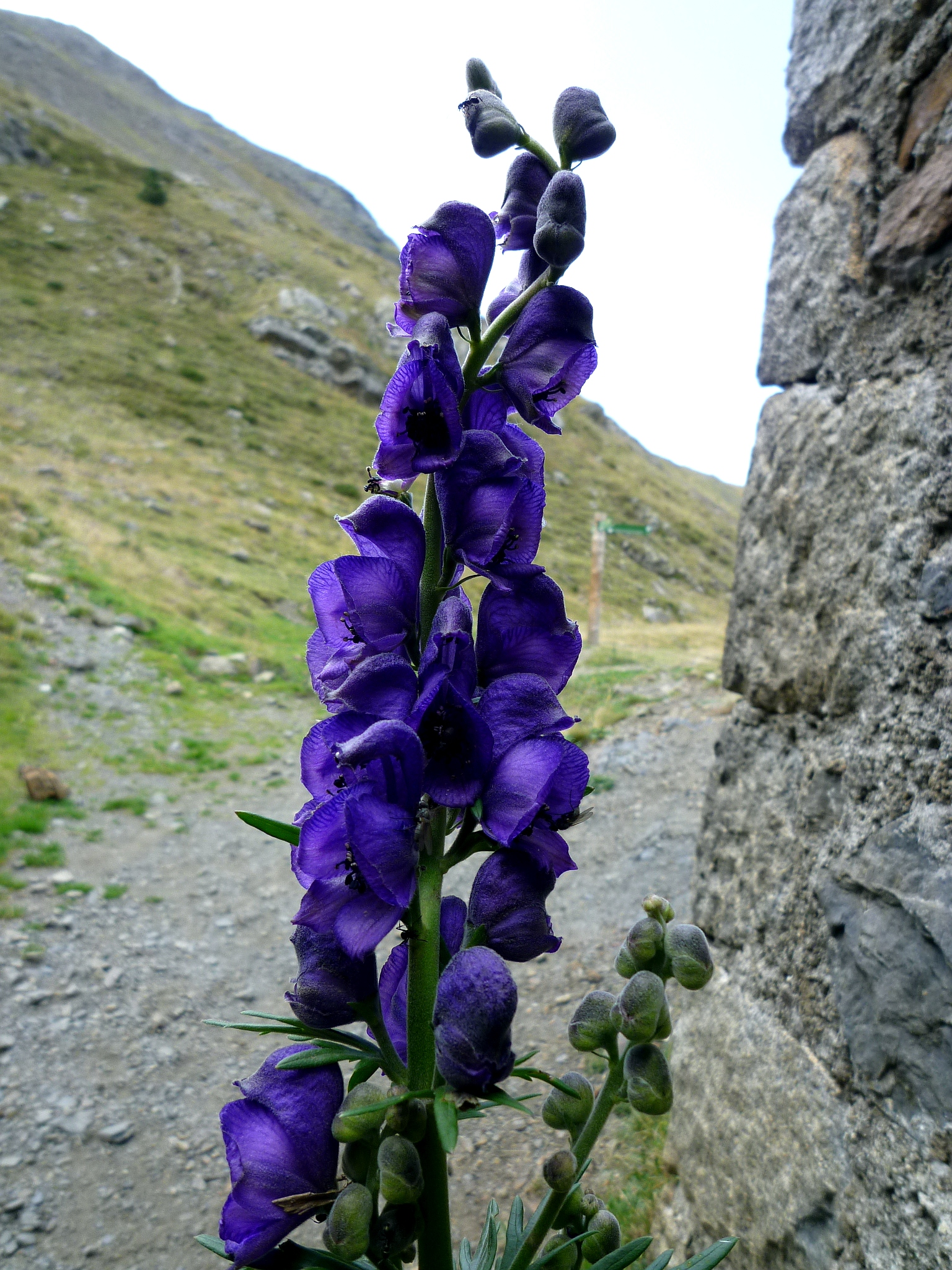
Aconitum napellus
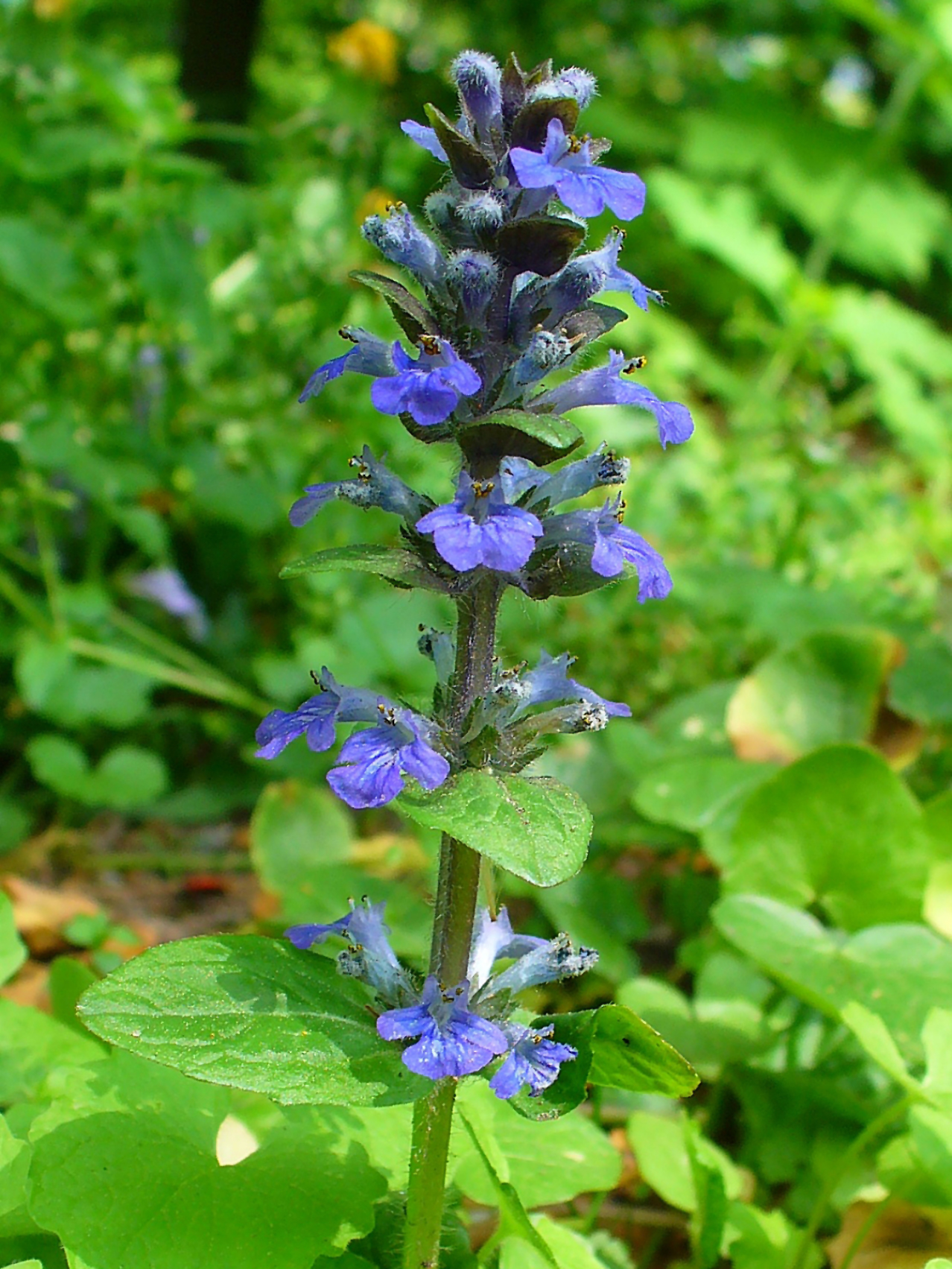
Ajuga reptans
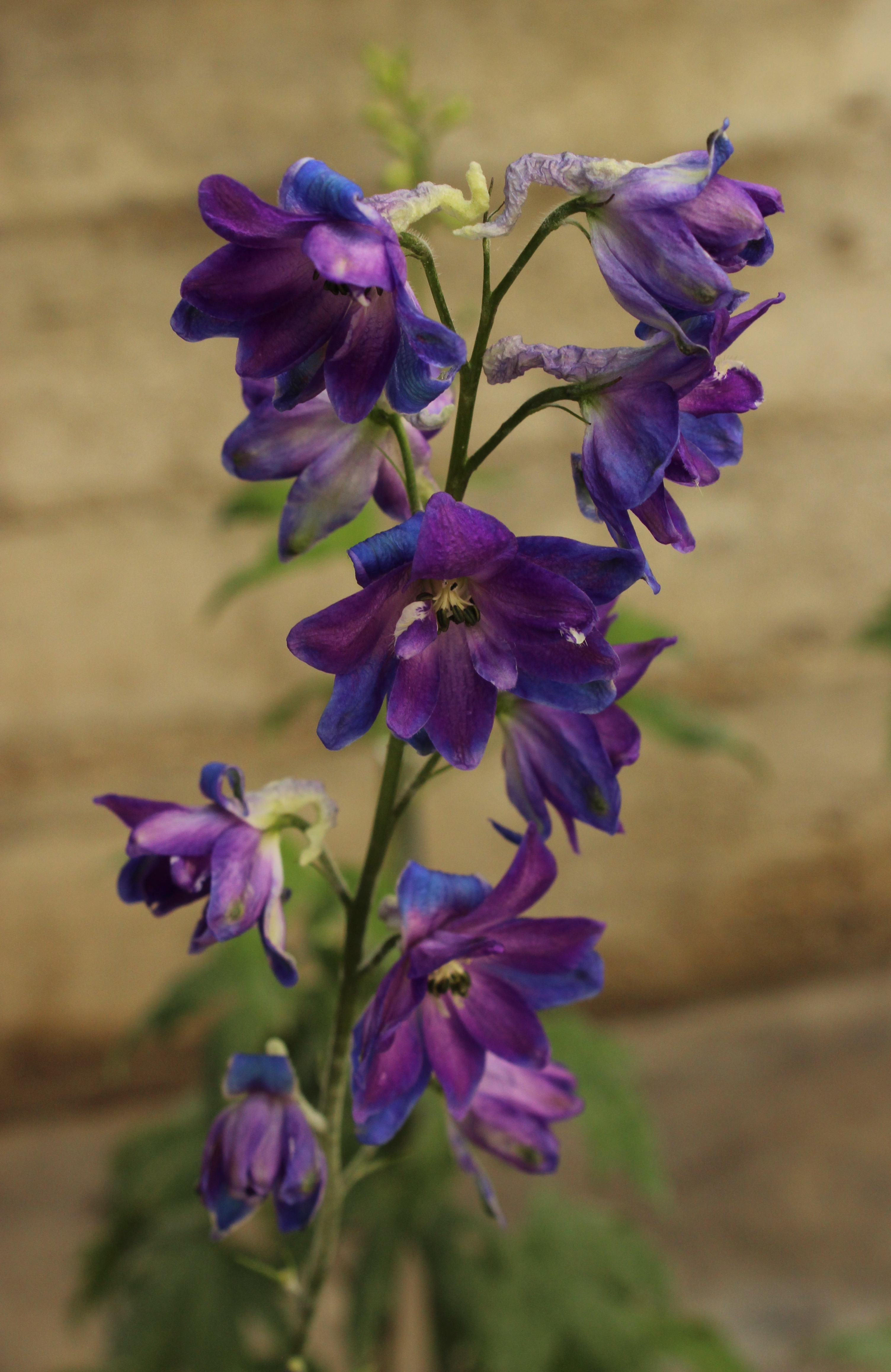
Delphinum Gute

## L'arboreto del Tesino

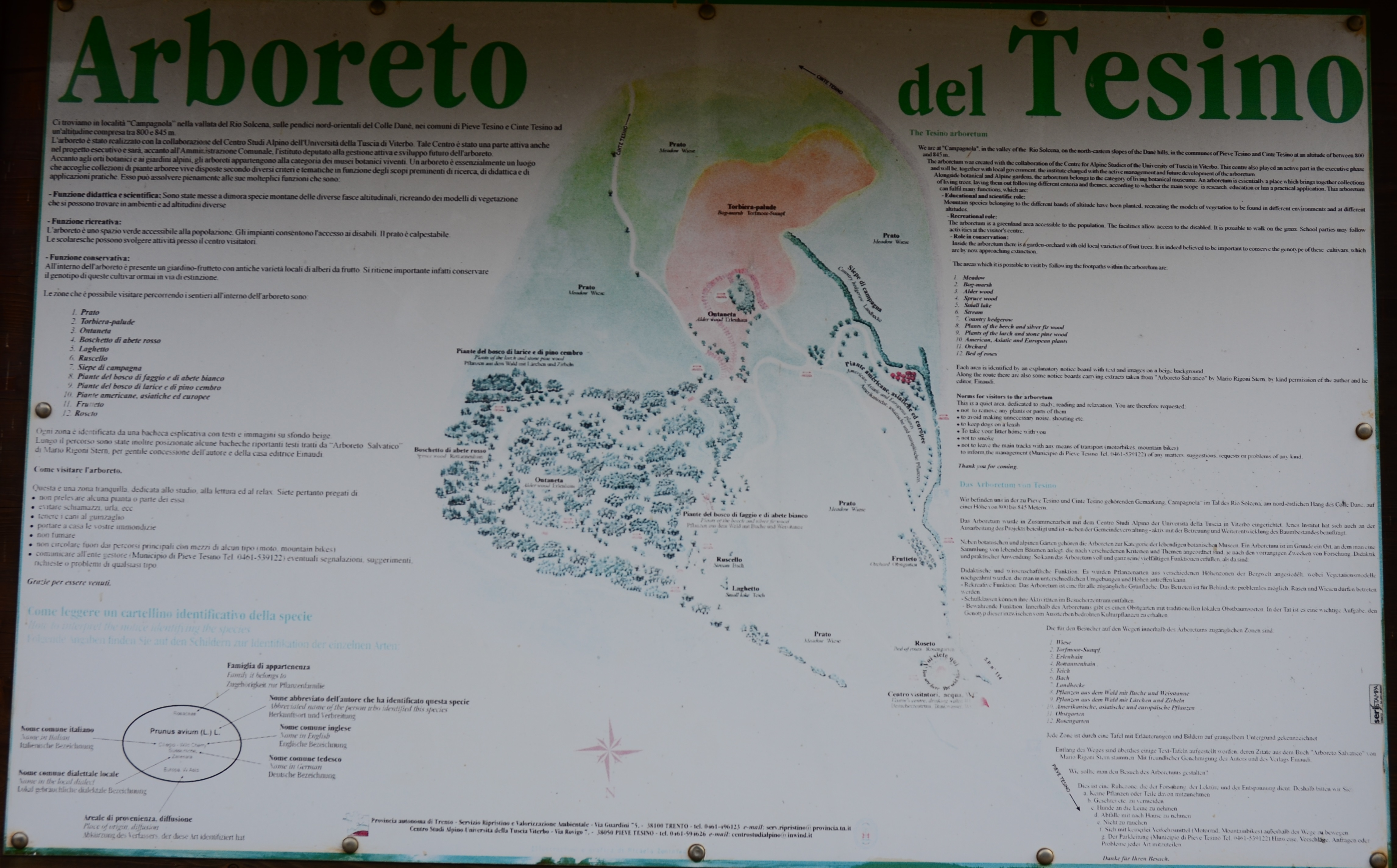
Mappa dell'arboreto del Tesino

Il giardino d'Europa è solo una piccola parte del parco gestito dall'Università degli Studi della Tuscia il quale unisce diverse tipologie di aggregazioni vegetali che spaziano dall'Italia meridionale all'America e all'Asia.
Il giardino si estende su un ampio tratto polifita delimitato da siepi di varia specie che si confondono con il paesaggio naturale in alcuni spazi, mentre in altri si alterna ad una serie di essenze non indigene, vistose per portamento o fioritura (sequoia gigante, albero dei fazzoletti).
Grazie a diverse aree il parco offre una visione paesaggistica di molte popolazioni e culture, concetto che riprende quello del giardino d'Europa.

### Roccolo

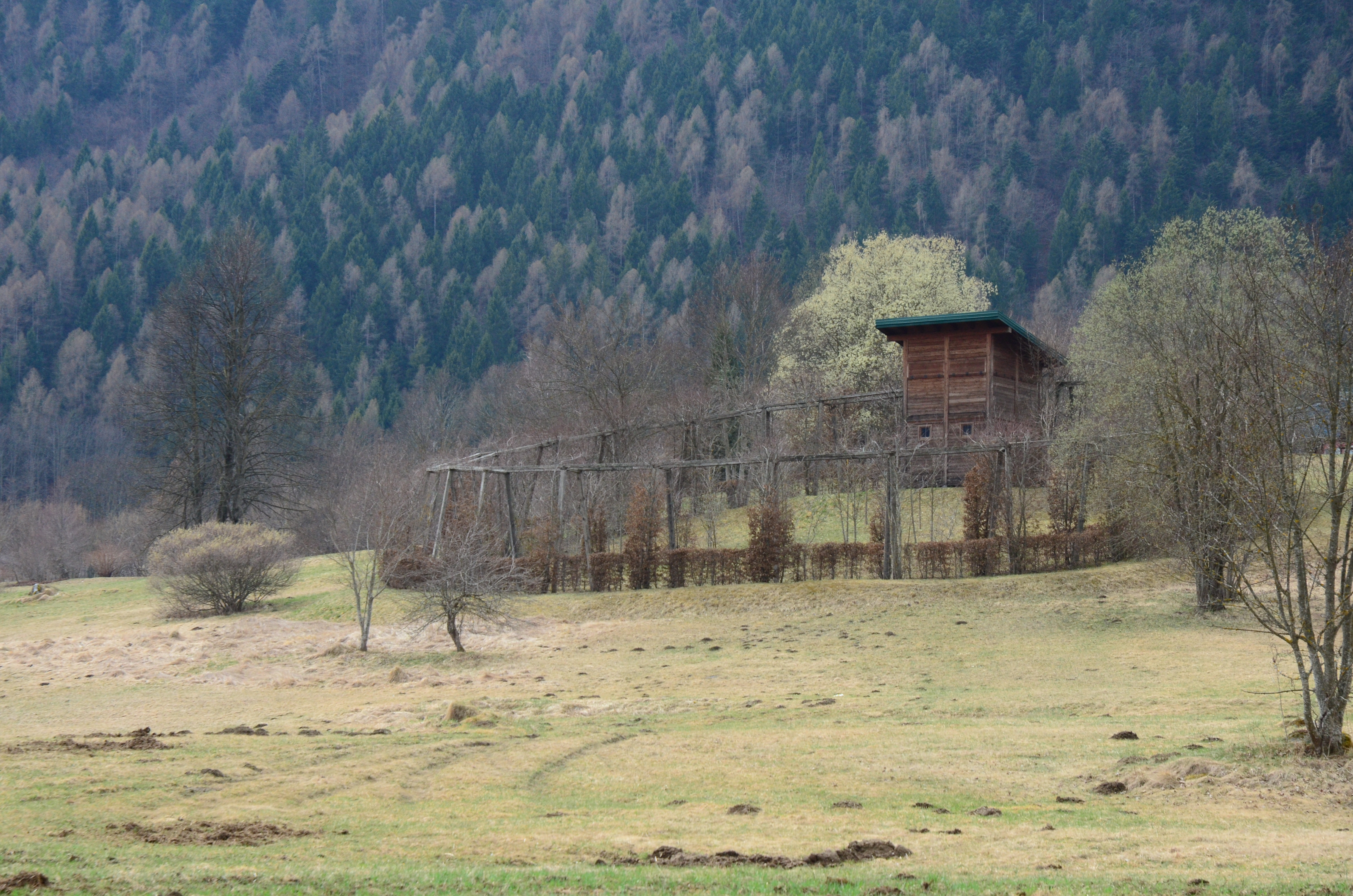
Rappresentazione del roccolo utilizzato per la cattura degli uccelli

Proseguendo il percorso, dopo il giardino d'Europa è presente un roccolo, struttura utilizzata tuttora per la cattura e l'inanellamento di varie specie migratorie.

### Meleto
Subito dopo il Roccolo si trova un meleto costituito dalle vecchie varietà un tempo utilizzate per l'approvvigionamento locale e cittadino. Questo frutteto ha valore sia colturale sia genetico in quanto è costituito da vecchie varietà che stanno per scomparire.

### Percorso di flora americana, europea e dell'Asia
Il percorso è posto dopo il meleto e unisce armoniosamente specie di continenti diversi. Lungo il percorso si può stare all'ombra di piante come:

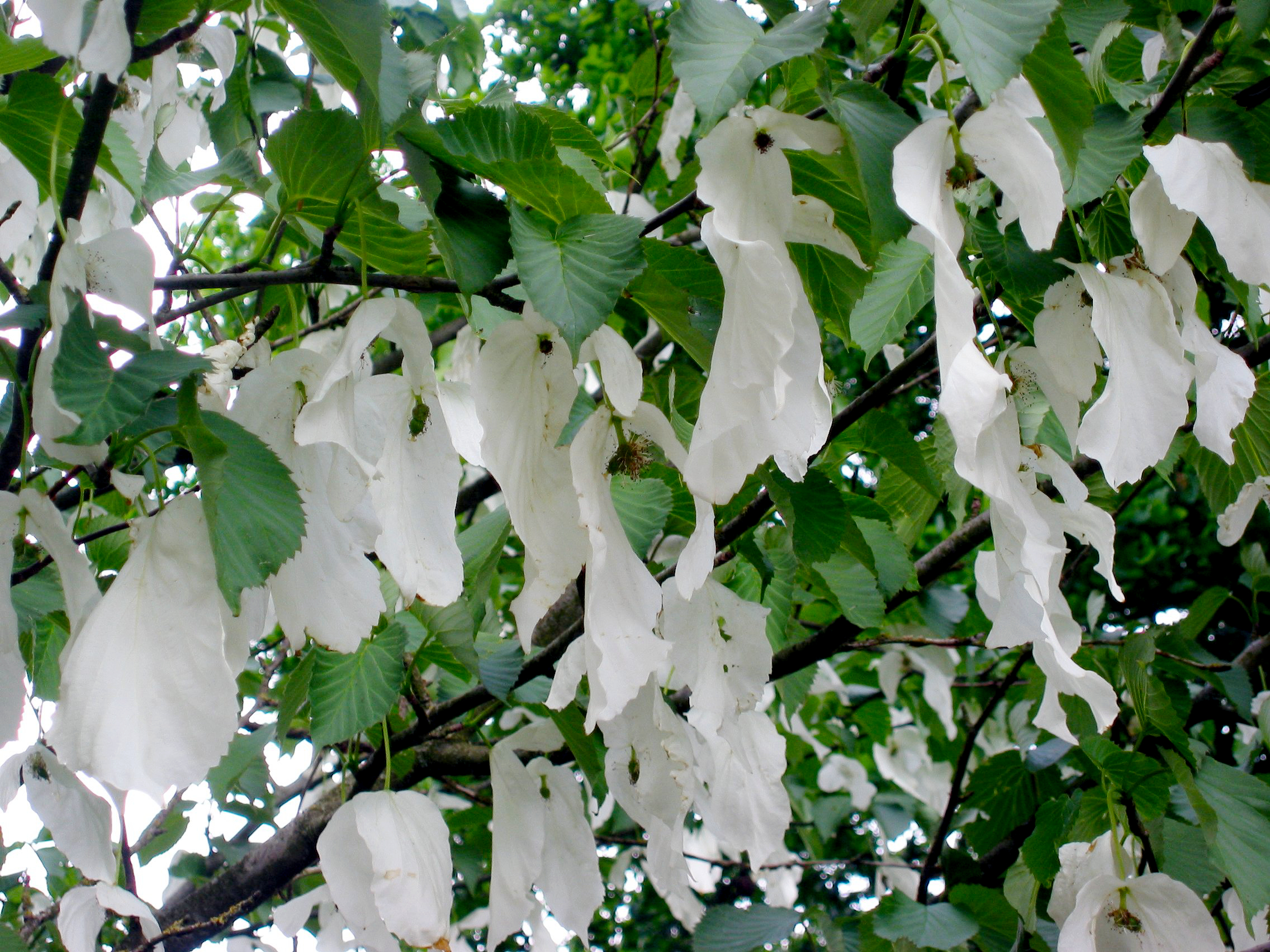
La particolarità della Davidia involucrata o albero dei fazzoletti

1. Abies concolor
2. Acer palmatum
3. Acer saccharinum
4. Acer pensylvanicum
5. Acer circinatum
6. Acer cissifolium
7. Acer numbus
8. Cornus alba
9. Cornus florida
10. Cornus kausa
11. Cornus mas
12. Cornus sanguinea
13. Corylus avellana
14. Corylus colurna
15. Davidia involucrata
16. Fraxinus ornus
17. Ginkgo biloba
18. Lagerstroemia
19. Liquidambar styraciflua
20. Liriodendron tulipifera
21. Picea pungens
22. Pinus mugo
23. Pinus nigra
24. Pinus sylvestris
25. Platanus orientalis
26. Populus tremula
27. Rhododendron ferrugineum
28. Sequoiadendron giganteum
29. Sorbus aria
30. Sorbus chamaemespilus
31. Stewartia pseudocamellia
32. Viburnum opulus

### Palude-torbiera
La torbiera, posizionata lungo il percorso dell'arboreto tra il roccolo e il giardino zen, è attraversata da una passerella in legno percorribile soltanto a piedi. La palude presenta diverse specie di piante adattate a vivere in ambienti umidi quali ontano bianco e frangula. Questa area ha un punto di osservazione panoramico da cui è possibile osservare a nord la catena porfirica del Lagorai, a ovest il gruppo delle Cime di Rava, a sud il monte Mezza e il monte Lefre.

### Giardino zen

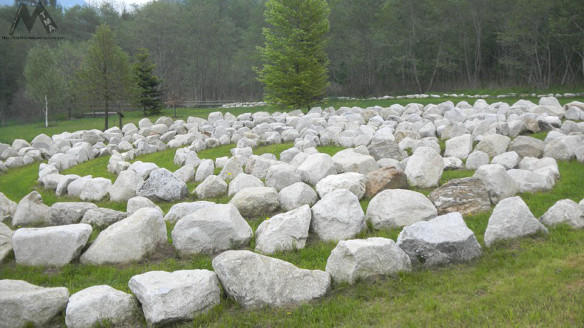
Giardino zen Pieve Tesino

Il giardino zen è costituito da un labirinto su modello cretese (unicursale); tra le popolazioni orientali aveva un significato molto profondo, in quanto era un mezzo per la ricerca di se stessi e dei propri chakra, vortici di energia che compongono il campo energetico del corpo. Il labirinto viene considerato un percorso per la meditazione, la conoscenza e la guarigione. Questo presenta una lunga via priva di ostacoli e obblighi di scelta, che porta al centro di esso, luogo principale per la ricerca di risposte.

### Bosco
Il bosco è situato alla fine della palude e possiamo dire che conclude, insieme allo stagno, il percorso all'interno dell'arboreto. Da un punto di vista tecnico ha un alto valore ambientale in quanto possiede un'ampia varietà di piante arbustive:
1. Acer pseudoplatanus
2. Alnus incana
3. Betula pendula
4. Fagus sylvatica
5. Fraxinus excelsior
6. Larix decidua
7. Picea abies
8. Pinus sylvestris
9. Populus tremula
10. Salix caprea

### Stagno
Lo stagno è posto in prossimità del giardino zen, ha un'area circolare e sulle sue estremità è presente una stradina con qualche panchina. Sono presenti rospi che nel tardo autunno vanno in letargo mentre agli inizi della primavera avviene il loro accoppiamento.
Nell'acquitrino si possono individuare tre zone diversificate per la flora che ospitano: la zona centrale dove l'acqua è più profonda e spesso priva di piante; la sponda dove è ancora presente l'acqua e dove si trovano piante idrofite come la Naphar lateum, la Nymphaea alba o i Myriophyllum sp. e l'ultima zona lungo le sponde con le piante elofite che tengono l'apparato radicale in acqua ma emergono con le foglie e i fiori; queste sono la Iris pseudacorus, la Typha latifolia, la Alisma plantago-aquatica e la Carex elata.